# Честерский собор
Честерский собор (англ. Chester Cathedral), полностью Кафедральный собор Христа и Пресвятой Девы Марии (англ. Cathedral Church of Christ and the Blessed Virgin Mary) — средневековый собор Честерской епархии, расположенный в Честере, графство Чешир, Англия, объект культурного наследия Англии 1-й категории, часть комплекса бывшего бенедиктинского аббатства святой Вербурги; после упразднения монастырей Генрихом VIII, в 1541 году, сделан центром епархии.
Христианское богослужение на этом месте шло со времён Рима, строительство современного собора продолжалось с 1093 года по XVI век, в результате в нём, что типично для Англии, представлены все стили средневековой английской архитектуры от романского до перпендикулярной готики.
Собор и сохранившиеся монастырские постройки претерпели масштабную (и небесспорную) реставрацию в эпоху готического возрождения в XIX веке, в XX веке выстроена отдельная колокольня. Кроме места службы, собор играет роль туристического центра Честера, концертной и выставочной площадки.
Собор открыт для посещения индивидуально и группами, в бывшей трапезной монастыря находится кафе. Трапезную, клуатр, капитулярную залу и вестибюль можно забронировать для мероприятий.

Хоры

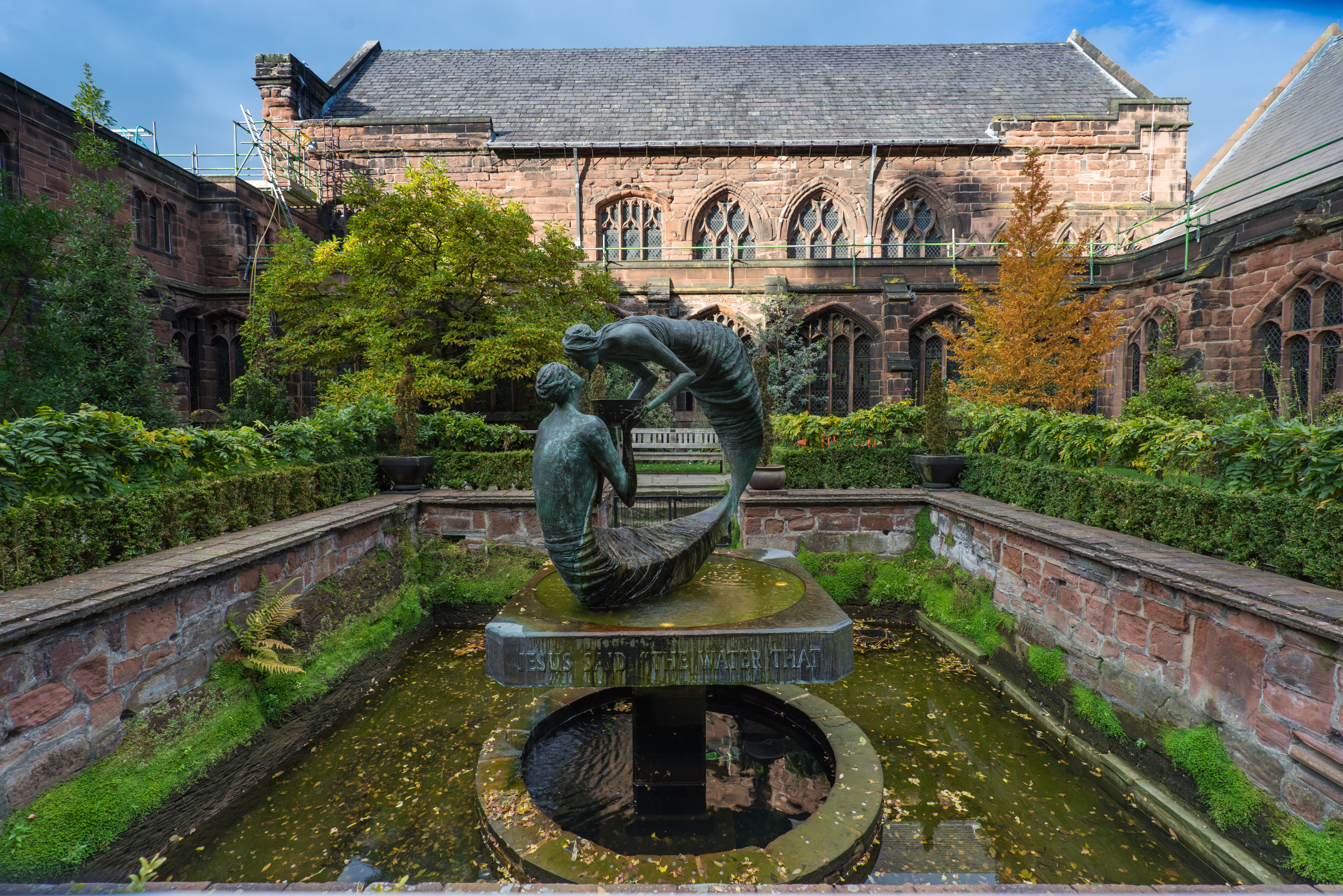
Сад

## История
Честер был важной римской крепостью. К концу римского владычества в Британии, когда в ней стоял XX легион, на месте собора уже могла располагаться христианская базилика, согласно легенде, посвящённая Петру и Павлу. По крайней мере, существует свидетельство о том, что в аглосаксонские времена церковь на этом месте сменила посвящение со св. Петра на св. Вербургу.
В раннем средневековье в Честерском соборе на 10 сентября был установлен день почитания святого отшельника Барлока Норберийского. Этот святой известен, главным образом, по староанглийскому (XI век) манускрипту «О местах упокоения святых» и литании из рукописи MS Tanner 169* Бодлианской библиотеки.
В 907 году, в с связи с угрозой набегов викингов, Честер был заново укреплён, а вскоре после этого либо вновь основан, либо восстановлен минстер, в который перенесли мощи св. Вербурги из Хэнбери (Стаффордшир). Вероятно, это сделала королева Мерсии Этельфледа. Церковь была отреставрирована в 1057 году графом Мерсийским Леофриком и леди Годивой. Это здание снесено около 1090 года, каноники разогнаны, и никаких следов его не осталось, за исключением некоторого количества предположительно англосаксонской каменной кладки, обнаруженной в ходе раскопок в нефе в 1997 году. Кафедральный собор Честера в 1075—1082 годах располагался по соседству в церкви Иоанна Крестителя, а потом переехал в Ковентри.
В 1093 году Гуго Волком, 1-м графом Честер, с помощью святого Ансельма и других монахов из нормандского Бека, основано бенедиктинское аббатство, и старейшие части современного собора уцелели с тех пор. В 1538 году в ходе тюдоровской секуляризации гробница св. Вербурги разорена, обитель упразднена, а в 1541 году бывшая монастырская церковь указом Генриха VIII назначена собором и переосвящена во имя Христа и Пресвятой Девы. Последний аббат монастыря Томас Кларк (англ. Thomas Clarke) стал первым настоятелем собора и главой его секулярного капитула.
Нормандские части собора можно видеть в северо-западной башне, северном трансепте и сохранившихся монастырских постройках, церковь же в XIII—XIV веках перестроена в готическом стиле. К моменту роспуска клуатр, центральная башня, южный трансепт, южный портик и большое западное окно были едва построены в перпендикулярном стиле, а юго-западная башня лишь начата. В результате портал на западном фасаде был достроен в тюдоровском стиле, но башня не завершена. До 1881 года необычно крупный южный трансепт служил приходской церковью св. Освальда.
В 1636 году под незаконченной юго-западной башней расположился епархиальный церковный суд, отделанный в стиле эпохи, и уцелевший до сих пор. Последнее дело в нём было рассмотрено в 1930-х годах (самоубийство священника). С XVI по XIX века строительство собора не велось, только в XVII веке изготовлена кое-какая мебель и предметы обстановки, и в результате к эпохе готического возрождения собор подошёл в скверном состоянии. Нынешним однородным обликом здания мы обязаны викторианским реставраторам, главным образом сэру Джорджу Гилберту Скотту.
В XX веке собор также реставрировался и дополнялся. В 1922 году установлен мемориал солдатам Первой (а впоследствии и Второй) мировой войны. В 1955 году собор и монастырские постройки включены в список объектов культурного наследия Англии 1-го класса. В 1973—75 годах по проекту Джорджа Пейса выстроена Башня Эдлшо — первая с XV века отдельно стоящая соборная колокольня в Англии. В 2005 году построена новая школа. В 2000 годах обновлена и переселена соборная библиотека, открывшаяся сентябре 2007.

## Архитектура

### Собор
Размеры:
- длина: 355 футов (108 м)
- ширина нефа: 75 футов (23 м)
- высота нефа: 78 футов (24 м)
- высота башни: 127 футов (39 м)

#### План
Как большинство церквей, Честерский собор вытянут с востока на запад, план его представляет собой обычный для английских монастырей латинский крест с центральной башней, но асимметричный: северный трансепт, оставшийся от более ранней постройки, мал, а поздний южный необычно велик. Эта же асимметрия прослеживается и на западном фасаде, где северная (левая) башня нормандских времён, а недостроенная южная датируется началом XVI века. В восточной половине план также асимметричен, потому что две конечные секции южного бокового нефа снесены и заменены полукруглой апсидой. Неф, хоры и южный трансепт трёхнефной конструкции, освещаются окнами в верхнем ярусе и на трёх оконечностях. К северу от собора располагаются монастырские постройки: клуатр, трапезная и капитулярная зала прямоугольной формы. К северной стороне фасада сделаны поздние пристройки.
| 1. Западный портал 2. Южная башня (консисторский суд) 3. Северная башня 4. Неф 5. Средокрестие 6. Хоры 7. Капелла Девы Марии 8. Южный портик 9. Южный боковой неф 10. Южный трансепт 11. Южный портал 12. Южный боковой неф на хорах (капелла св. Эразма) 13. Северный боковой неф 14. Северный трансепт 15. Северный боковой неф на хорах 16. Капелла св. Вербурги 17. Сакристия 18. Вестибюль 19. Капитулярная зала 20. Восточная галерея клуатра, соединяющая церковь с капитулярной залой 21. Монастырская приёмная, над нею — школа 22. Трапезная 23. Магазин 24. Крипта 25. Коридор Аббата 26. Клуатр 27. Монастырский дворик 28. Приёмная 29. Мемориал | a. Купель b. Мемориальгная часовня RAF c. Памятник 1-му герцогу Вестминстерскому d. Мемориал чеширскому полку e. Капелла св. Марии Магдалины (капелла детей) f. Капелла св. Освальда g. капелла св. Георга (чеширского полка) h. капелла св. Николая i. Хоры j. епископский трон k. алтарь l. гробница св. Вербурги m. Восточное окно n. орган o. могила еп. Джона Пирсона p. Рисунок паутины q. Ночная лестница r. Дневная лестница s. пристенная кафедра t. умывальная u. вход в трапезную (нормандский) v. Carells w. Скрипторий x. Фонтан и скульптура y. Образовательный центр z. WC |

#### Внешний вид
Как и соборы в Карлайле, Личфилде и Вустере, Честерский собор возведён из красноватого песчаника пермо-триасовых отложений, а именно формации Хелсби. Этот материал позволяет выполнить тонкую резьбу, но хрупок, подвержен сильной дождевой и ветровой эрозии, чрезвычайно плохо реагирует на загрязнение воздуха. Честерский собор поэтому прошёл одну из серьёзнейших реставраций среди английских соборов (как, впрочем, и другие постройки из красных песчаников), главным образом, новой обтёске и вычинке в XIX веке.

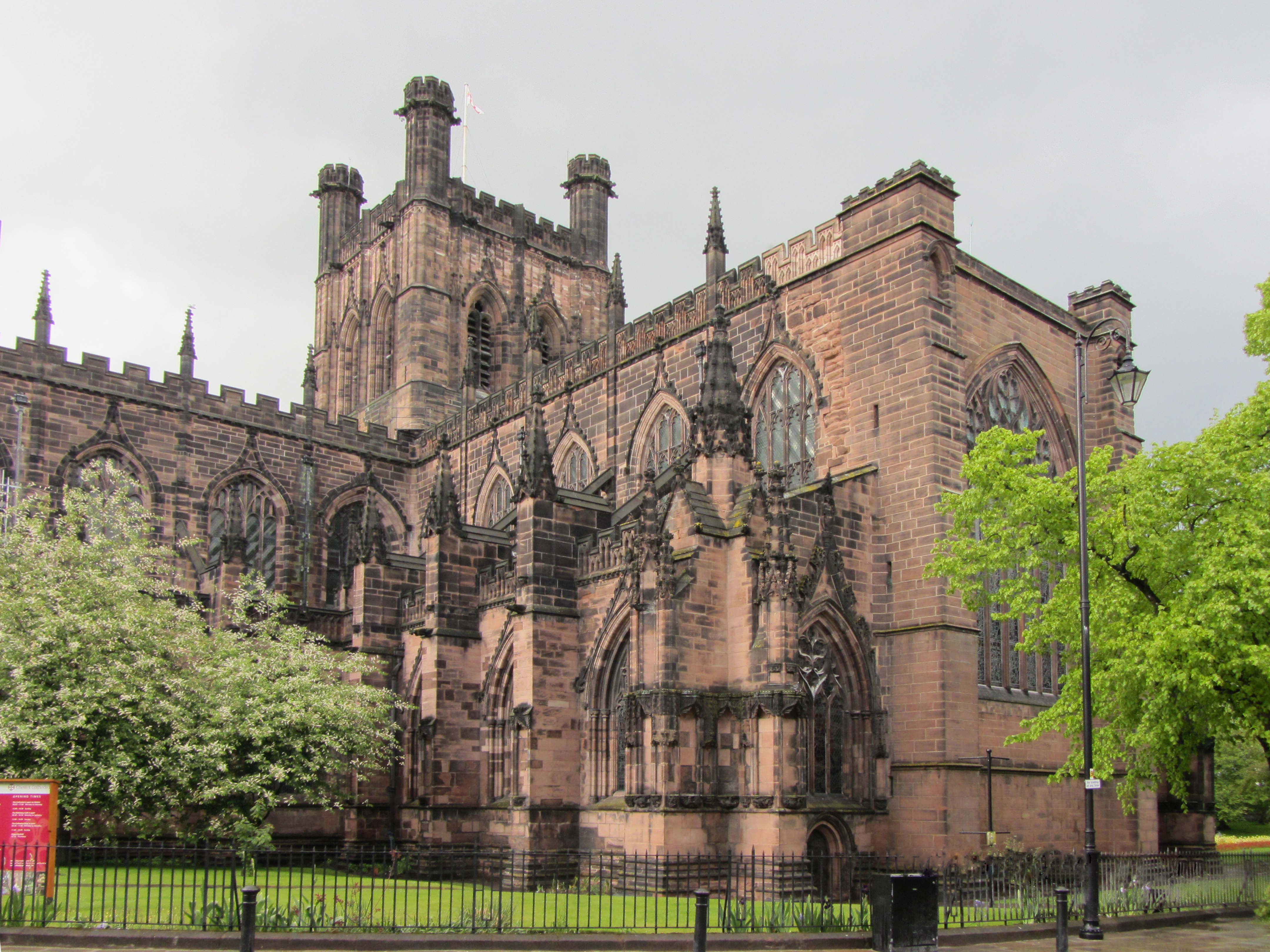
Вид с юго-запада
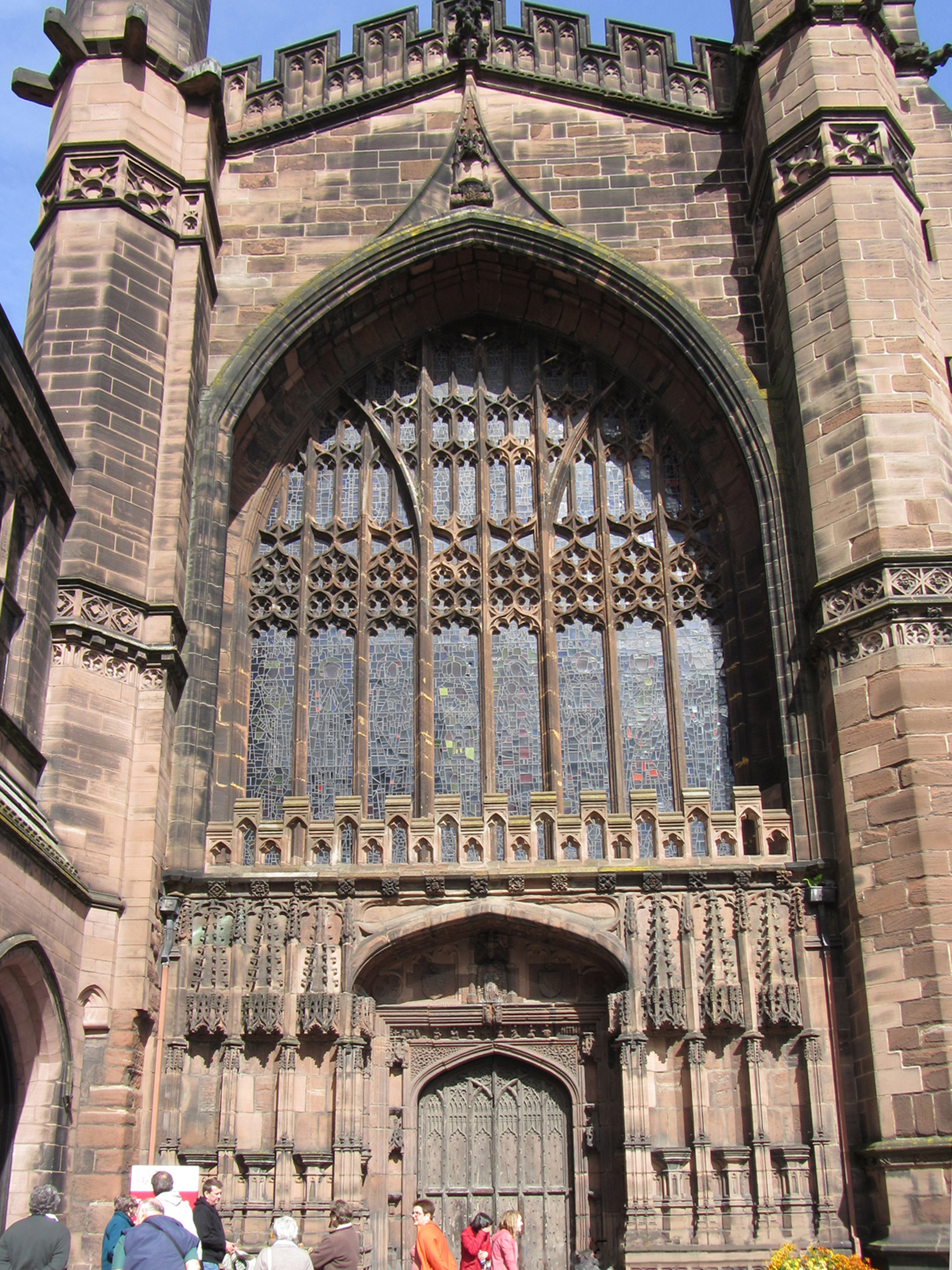
Западный фасад в перпендикулярном стиле

Южный трансепт равновелик нефу и хорам, поэтому с юго-запада и юго-востока церковь производит впечатление равноконечного креста, центрированного вокруг башни конца XV века в перпендикулярном стиле с четырьмя «крепостными» башенками Гилберта Скотта. Ритмическое сопочинение больших окон с готической расстекловкой, пинаклей, зубчатых парапетов и контрфорсов создаёт целостное впечатление, нехарактерное для обычно разностильных, химерных английских соборов. Внимательное исследование окон выявляет, однако, стадии строительства собора с XIII по XVI века. Богатая расстекловка XIII века подчёркнута украшенными капельниками, а окна перпендикулярного стиля отделаны проще.
Доминирующей чертой западного фасада собора является большое, глубоко посаженное восьмипролётное окно в перпендикулярном стиле над глубоким порталом и портиком. Вероятно, проект фасада составлен в самом начале XVI века Сетом и Джорджем Деруоллами (англ. Seth & George Derwall). Портик этот является частью той же программы строительства, что и южный трансепт, башни и клуатр. Обе западные башни не были завершены: северная башня осталась в нормандском стиле, южная, спроектированная, вероятно, тоже Деруоллами, начата в 1508 году и не достроена к роспуску монастыря в 1538-м. С северной стороны к фасаду пристроено викторианское здание образовательного центра, в значительной степени фасад заслоняет здание прежней королевской школы, ныне принадлежащее банку Barclays. Западный портал не используется, вход в церковь — с юго-западной стороны через портик в тюдоровском стиле.

#### Интерьер
Розоватый цвет использованного песчаника придаёт интерьеру теплоту. В вертикальной ярусности главного нефа отсутствует трифорий. Неф не перегорожен алтарной преградой, и собор, просматриваемый насквозь, кажется длинным при небольшой физической величине. При этом центральный неф его выше и шире, чем во многих английских соборах, устои его боковых аркад расставлены шире, что стало возможным из-за того, что своды с звездчатым нервюрным плетением — деревянные.

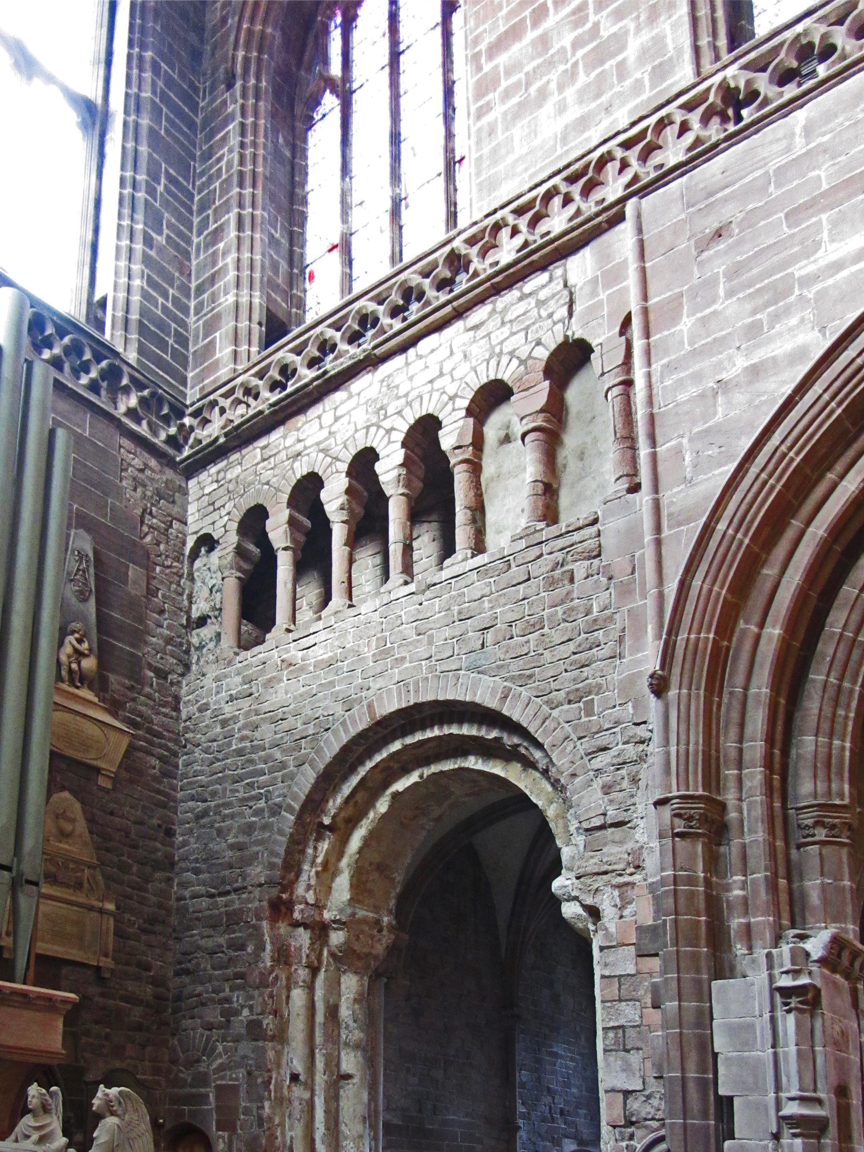
Нормандский северный трансепт
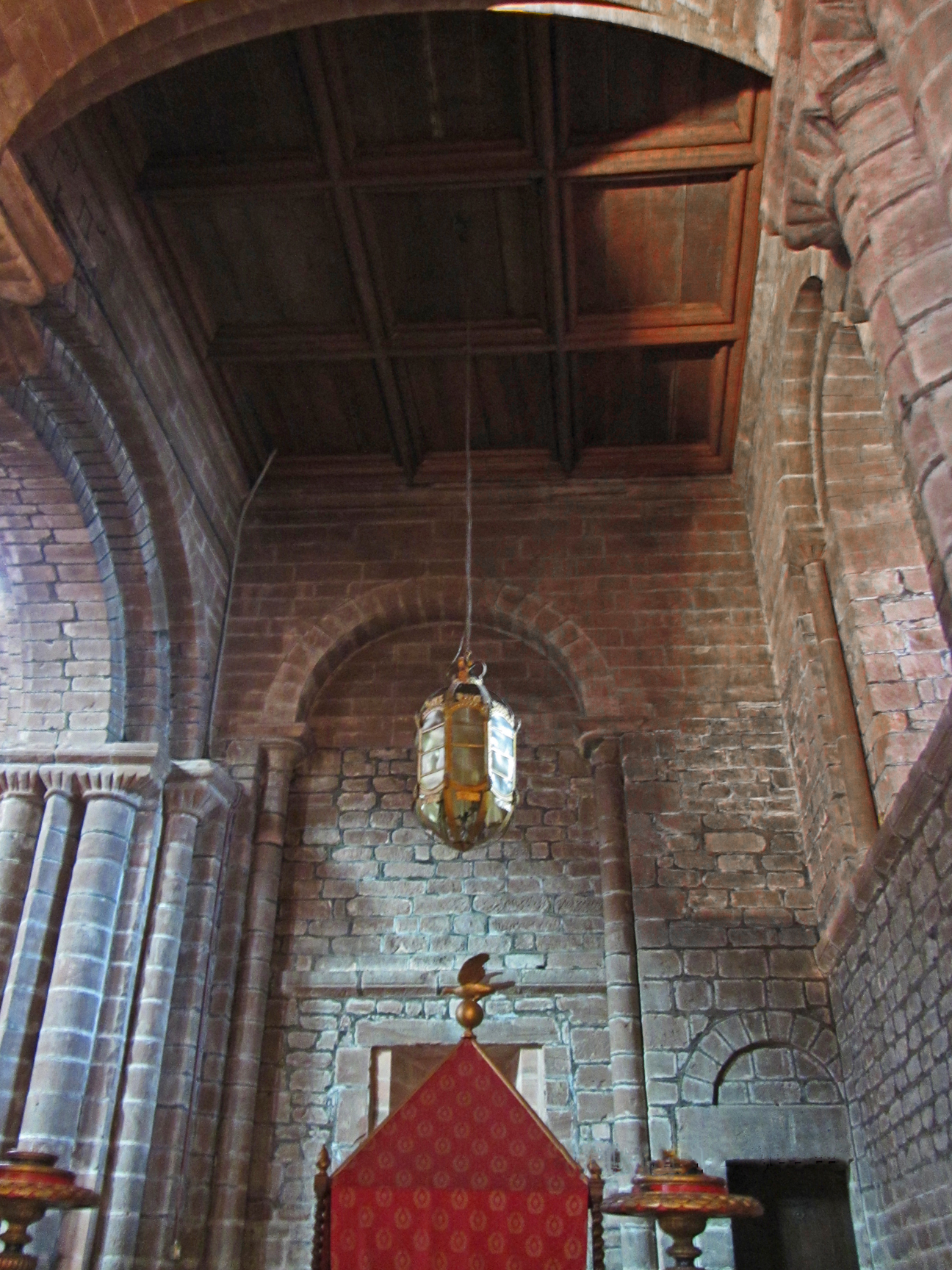
Купель под нормандской северо-западной башней

#### Нормандский пласт
От оригинальной аббатской церкви, заложенной в 1093 году в нормандском стиле, осталось немного, готическое (1283—1537) сооружение, как считается, строилось вокруг прежнего, и скромные пропорции остатков той церкви подтверждают эту точку зрения. Впечатление о нормандском интерьере можно составить по северному трансепту, где сохранились галерея глухого трифория и арочный, с массивным архивольтом и колоннами, проём, ведущий в ризницу (бывшую капеллу). Потолок нормандского трансепта поздний, кессонный, начала XVI века, с резными узлами пересечения балок, на двух из которых вырезаны гербы Генриха VIII и кардинала Вулси.
Северо-западная башня, также нормандского периода, служит крещальней, в ней располагается купель (1697) из чёрного мрамора в виде чаши на подставке. Романской является и нижняя часть северной стены бокового нефа, но рассмотреть её можно только снаружи, из клуатра, потому что с внутренней стороны она покрыта поздней мозаикой.

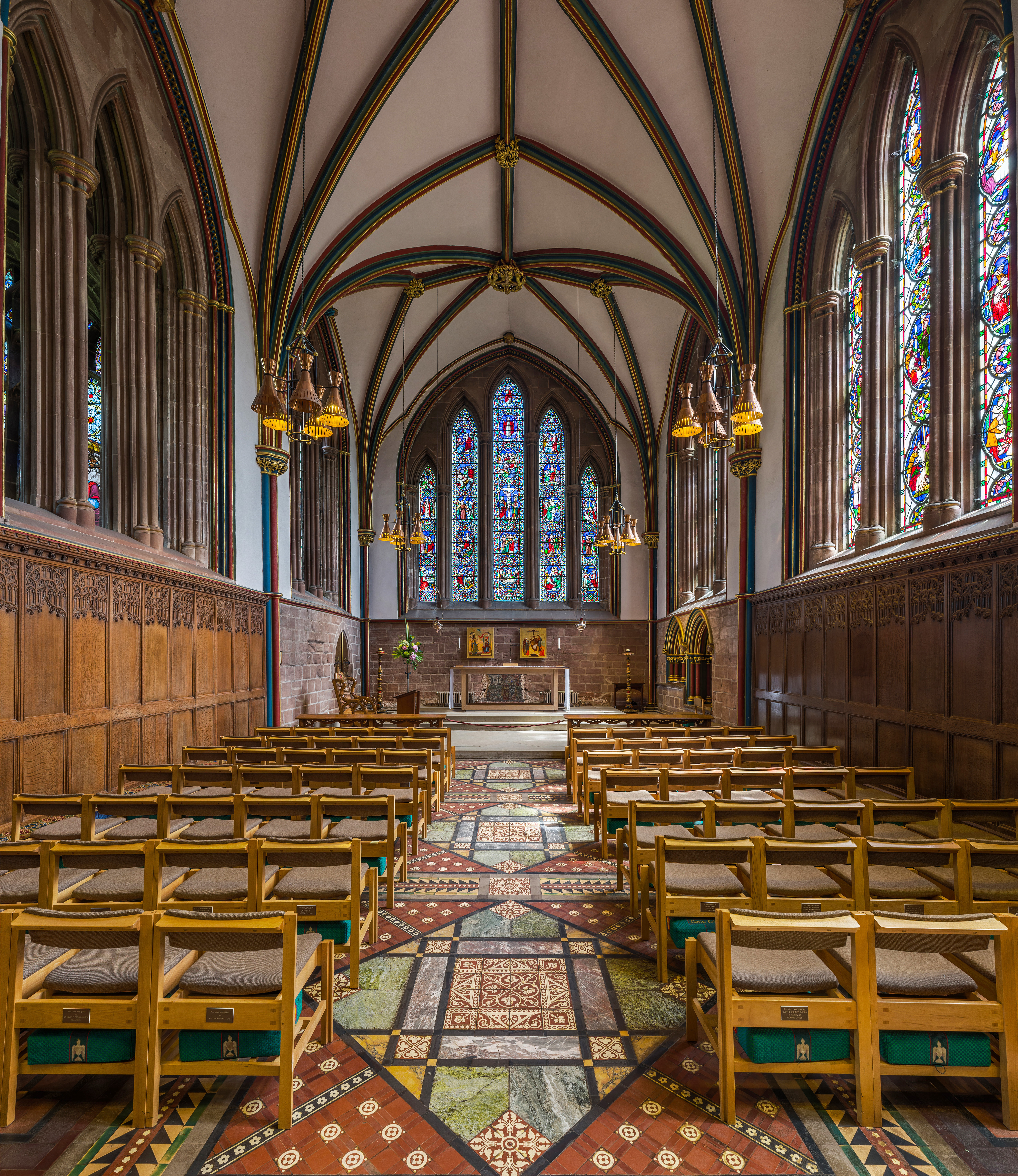
Капелла Девы Марии, раннеанглийская готика (1265-90)
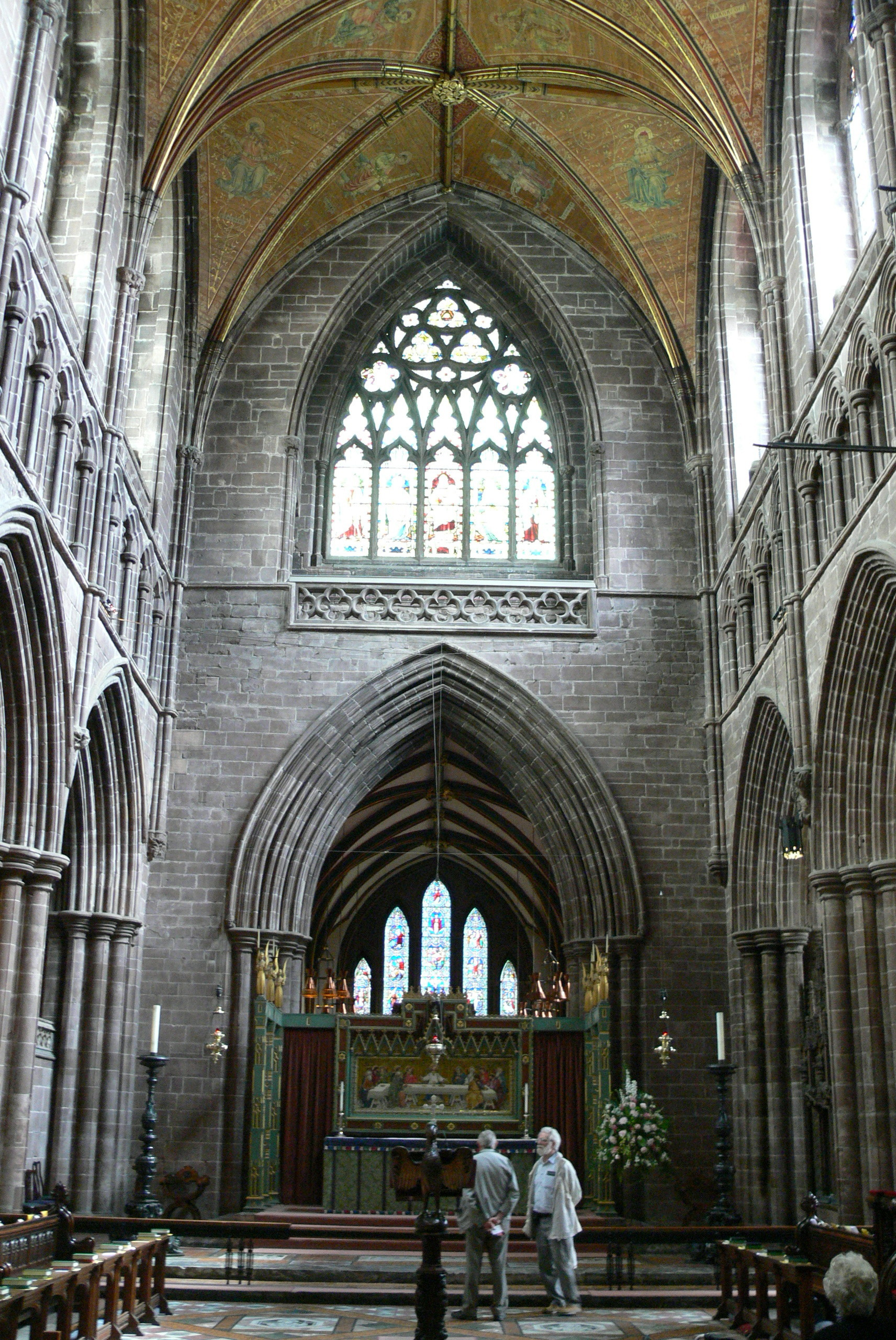
Хоры, украшенный стиль (1283-1315)

#### Раннеанглийский готический пласт
В стиле раннеанглийской готики в 1230—1265 годах выстроена прямоугольная капитулярная зала, соединённая с северным трансептом «очаровательным» вестибюлем. Алек Клифтон-Тэйлор описывает внешний облик залы как «скромный, но элегантный образчик композиции из ланцетных окон» без раскладки, тогда как Певзнер говорит об интерьере как о «величественном помещении» и называет капитулярную залу «с эстетической точки зрения апогеем всего собора». К зале примыкает восточная галерея клуатра, также в раннеанглийском стиле, и обогревальня с двумя старинными каминами. Бывшая монастырская трапезная современна капитулярной зале.
Капелла Девы, завершающая собор с востока, датируется 1265—1290 годами. Она состоит из трёх секций и покрыта единственным во всём соборе каменным сводом. В ней находится гробница св. Вербурги XIV века. Замковые камни свода изображают Троицу, Мадонну с младенцем и убийство Томаса Бекета. Также в капелле можно видеть умывальницу и сиденья для священнослужителей.

#### Украшенная готика

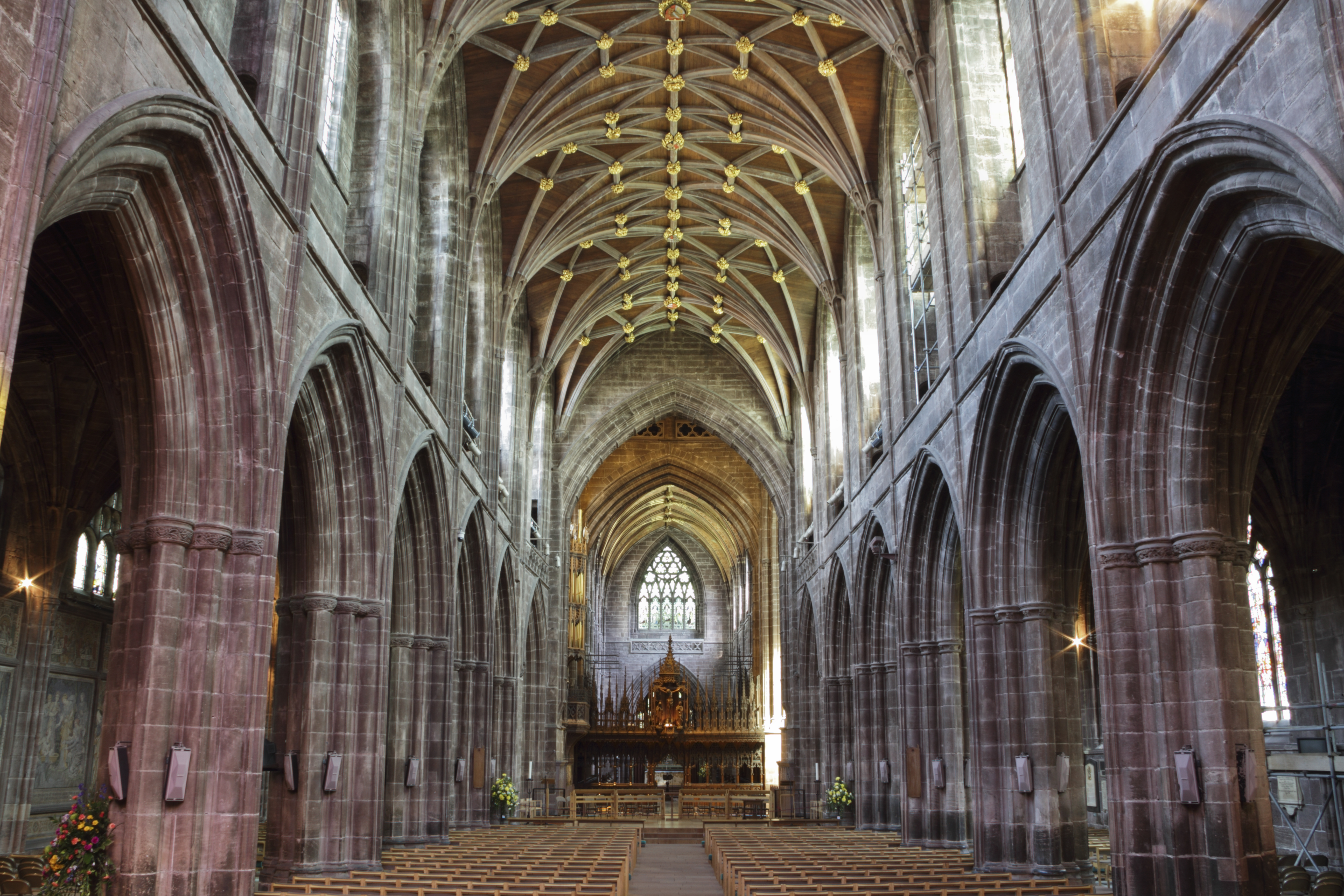
Неф

Хоры длиной в пять секций строились с 1283 по 1315 годы по проекту Ричарда Ленжинуара (англ. Richard Lenginour). Это ранний образец украшенной готики. К устоям аркады приставлены выдающиеся колонки, которые поддерживают глубоко прорезанные архивольты. Над нижней аркадой находится трифорий из стрельчатых арок, по четыре на секцию. Шестичастный свод (XIX века) поддерживается группами из трёх колонок, опирающихся на резные консоли. Общее впечатление прочности контрастирует с тонко вырезанными балдахинами над местами для клириков (1380), плетением оконных раскладок и богатством украшений свода.
Боковые нефы на хорах прежде с обеих сторон обрамляли капеллу Девы Марии, но в 1870 году Дж. Гилберт Скотт укоротил южный неф, завершив его капеллой св. Эразма апсидой. В восточной оконечности северного бокового нефа располагается капелла св. Вербурги.
Неф (из шести секций) и большой южный трансепт начаты, предположительно, в 1323 году, вероятно, по проекту Николаса де Дернфорда (англ. Nicholas de Derneford). Этим временем датируются несколько окон с переплётом в текучем декоративном стиле. В 1375 году работы приостановились из-за эпидемии, и возобновились лишь в 1485 году под руководством архитектора Уильяма Редиче (англ. William Rediche). Для средневековой архитектуры необычно, что он придерживался оригинального проекта, изменив лишь детали. Неф покрыт таким же звездчатым сводом, как капелла Девы в Или и хоры в Йорке, которые датируются 1370-ми. Своды нефа деревянные.

#### Перпендикулярный стиль
Приблизительно с 1793 по 1525 годы строительством собора занимался Сет Деруолл (англ. Seth Derwall), а после него, до 1537-го, Джордж Деруолл. Сет завершил южный трансепт в присущем эпохе перпендикулярном стиле (что хорошо видно на примере окон верхнего яруса), выстроил центральную башню-фонарь высотой 127 футов (39 м), клуатры и юго-западный портик. На юго-западной башне работы начались в 1508 году, но к моменту роспуска монастырей она не поднялась выше кровли нефа, и так и не была достроена. Внешний облик центральной башни уже в XIX веке изменил Дж. Гилберт Скотт, который добавил четыре башенки и зубчатый парапет.

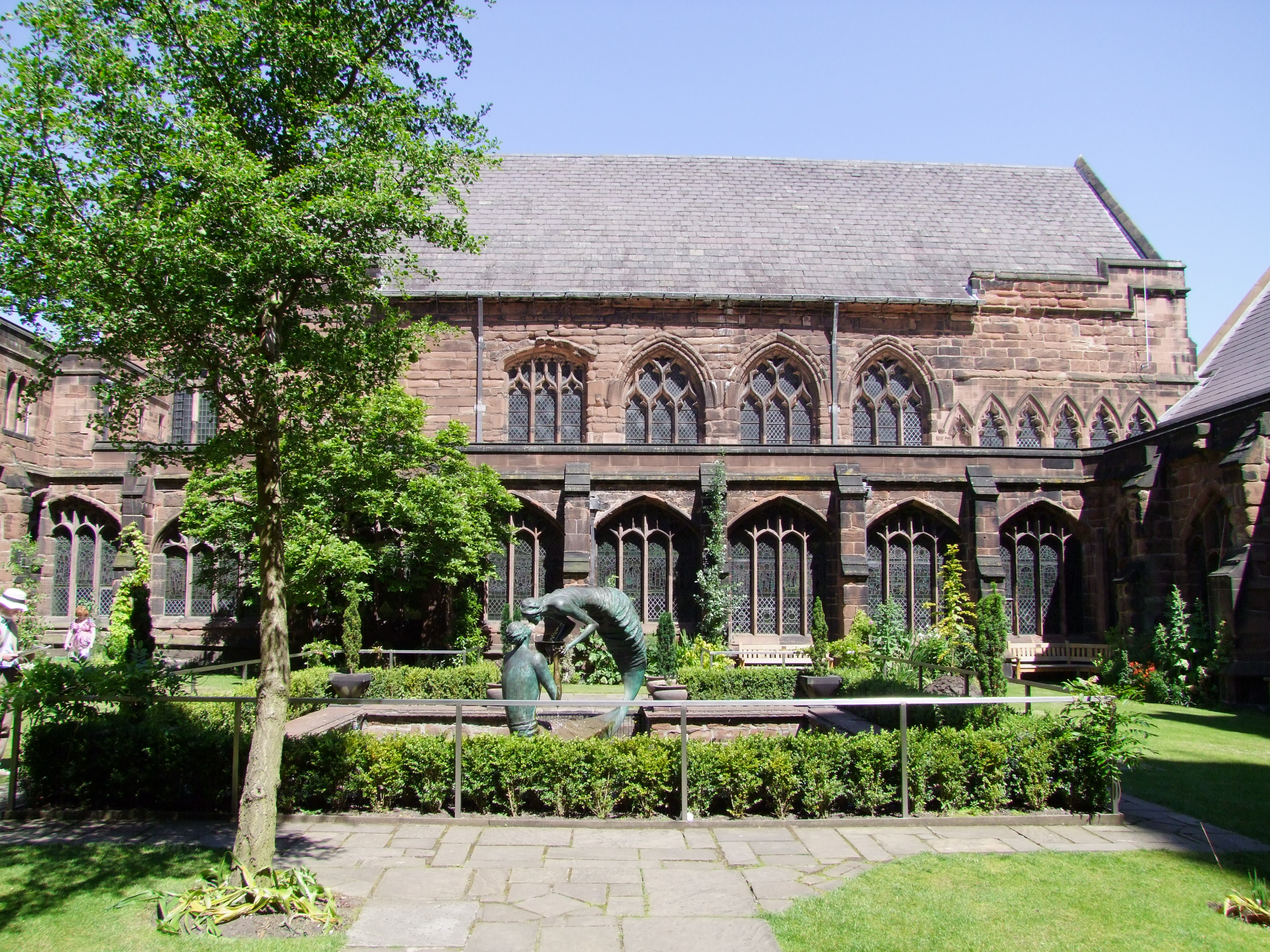
Клуатр и рефекторий

### Монастырские постройки
Клуатр в перпендикулярном стиле соединяется с северным боковым нефом через дверь нормандских времён. Он построен в 1490-е, предположительно, по проекту Сета Деруолла. Южной стеной клуатра служит нормандская внешняя стена северного бокового нефа с глухой аркадой. Среди старейших построек следует отметить расположенный за западной галереей клуатра погреб XII века, в монастыре использовавшийся для хранения продуктов. Погреб двухпролётный, перекрыт крестовыми сводами с опорой на ряд коротких колонн с круглыми бороздчатыми капителями.
К югу от крипты ведёт коридор аббата середины XII века, перекрытый двумя секциями нервюрного свода. Над ним располагается капелла св. Ансельма, также XII века, доступ в неё по лестнице из западной галереи клуатра. Своды её трёх секций неоготические, выполненные по дереву штукатуркой. Алтарная секция капеллы отделывалась в начале XVII века, когда были изготовлены преграда, столик алтаря и штукатурный свод. Северная галерея клуатра примыкает к трапезной XIII века, архитектор её Симон де Уайтчёрч (англ. Simon de Whitchurch). Там располагается кафедра в раннеанглийском стиле, на которую можно взойти по лестнице с ползучей аркадой, единственное подобие этой кафедры в Англии можно найти лишь в аббатстве Болю.

### Реставрация

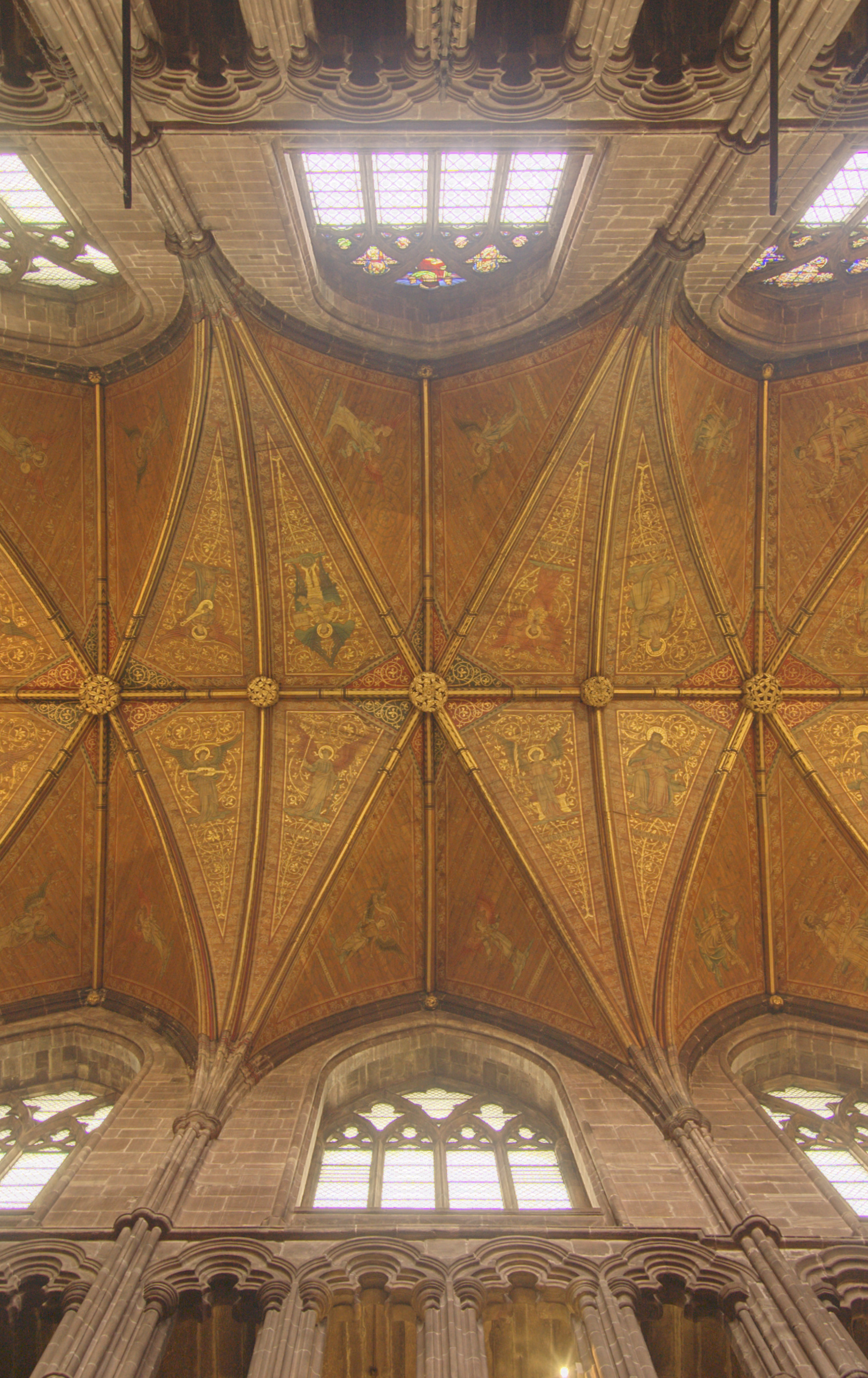
Деревянные четырёхчастные своды на хорах, реставрация Дж. Гилберта Скотта
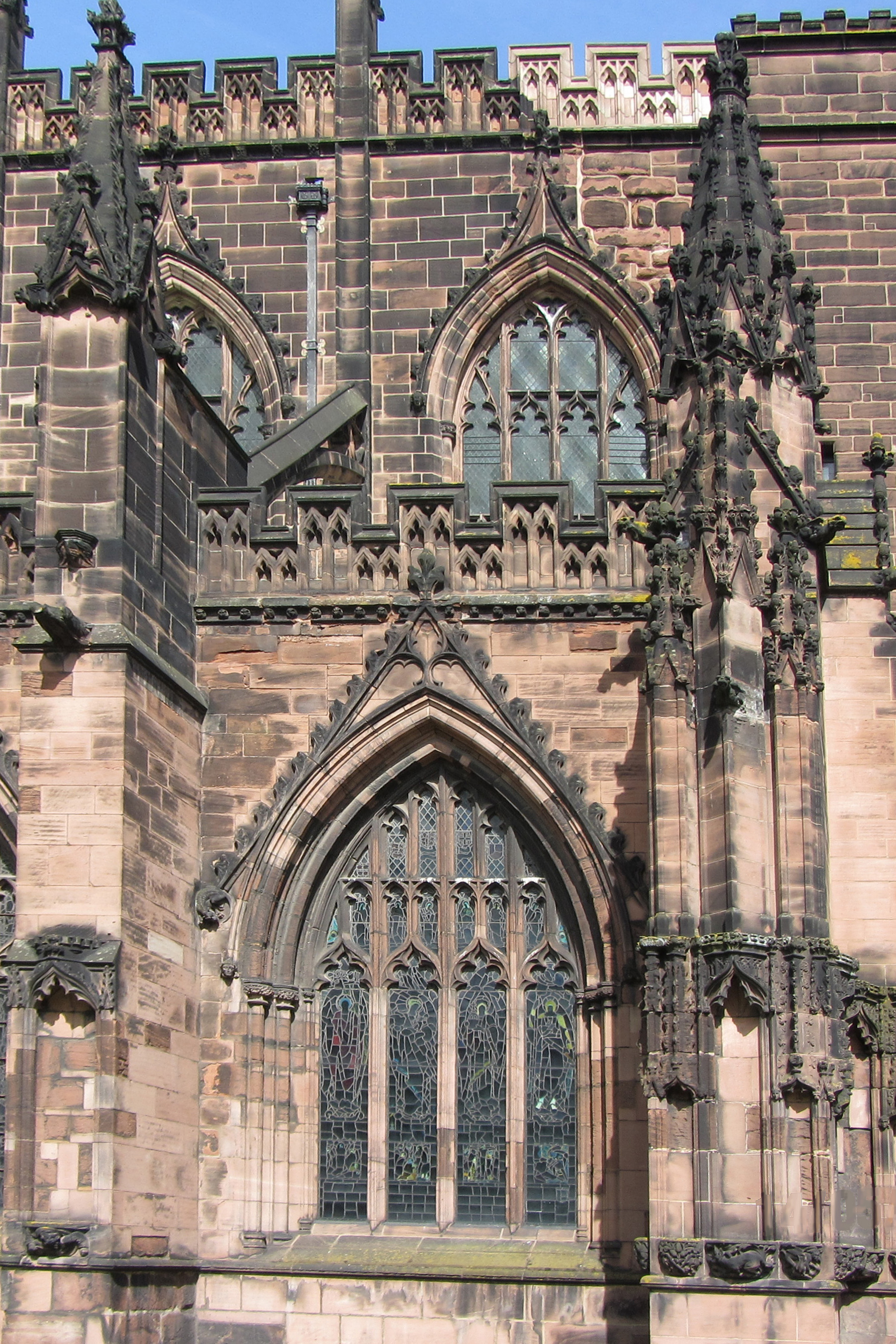
Экстерьер заново отёсан в XIX и XX веках

К XIX веку собор уже серьёзно пострадал от стихий, Чарльз Хайетт (англ. Charles Hiatt) писал: «тяжело было смотреть на поверхностную эрозию весьма подверженного ей красного песчаника… прежде реставрации собор выглядел печальным и заброшенным, готовым вот-вот обрушиться, но лишённым присущей руинам романтики». В 1818—1820 годах архитектор Томас Харрисон реставрировал южный трансепт, добавив башенки. В то время, до 1881 года, эта часть собора служила самостоятельной приходской церковью св. Освальда. С 1844 года ограниченную реставрацию, в том числе южной стороны нефа, произвёл Ричард Чарльз Хасси.
Масштабные работы в 1868—1876 годах по инициативе настоятеля Джона Хоусона провёл корифей готического возрождения Джордж Гилберт Скотт, и современный внешний облик собора считается плодом его труда. Скотт многое изменил на фасадах, и прибавил к ним, переделал башню, пристроив к ней башенки и зубчатый парапет. Всё это было выполнено из ранкорнского песчаника. Также скотт построил внутри преграду взамен уничтоженной в годы английской революции, восстановил свинцовую кровлю, тогда же переплавленную на пули, построил веерные своды южного портика, обновил деревянные своды на хорах и прибавил много к украшениям интерьера.
Эта реставрация была встречена в архитектурных кругах неоднозначно. Автор считал все свои переделки исторически обоснованными, но ливерпульский архитектор Сэмюэл Хаггинс в обращении к Ливерпульскому архитектурном обществу в 1868 году оспаривал это, называя проект Скотта скорее перестройкой, нежели реставрацией. Одним из крупнейших изменений, сделанных Скоттом, был снос двух пролётов южного бокового нефа и завершение его апсидой. Также в проекте значился шпиль для центральной башни, но от него отказались. В 1871 году Хаггинс выпустил ещё один памфлет под заглавием «О так называемых реставрациях наших соборов и аббатств», на который настоятель Хоусон отвечал. Из их полемики выросло «Общество защиты старинных зданий».
После Скотта, с 1882 года, Артур Бломфилд и его сын Чарльз продолжали реставрацию, в том числе восстановив гробницу св. Вербурги. В 1891—1913 годах собором занимались Джайлс Гилберт Скотт, в 1939-м — Кроссли (англ. F. H. Crossley).

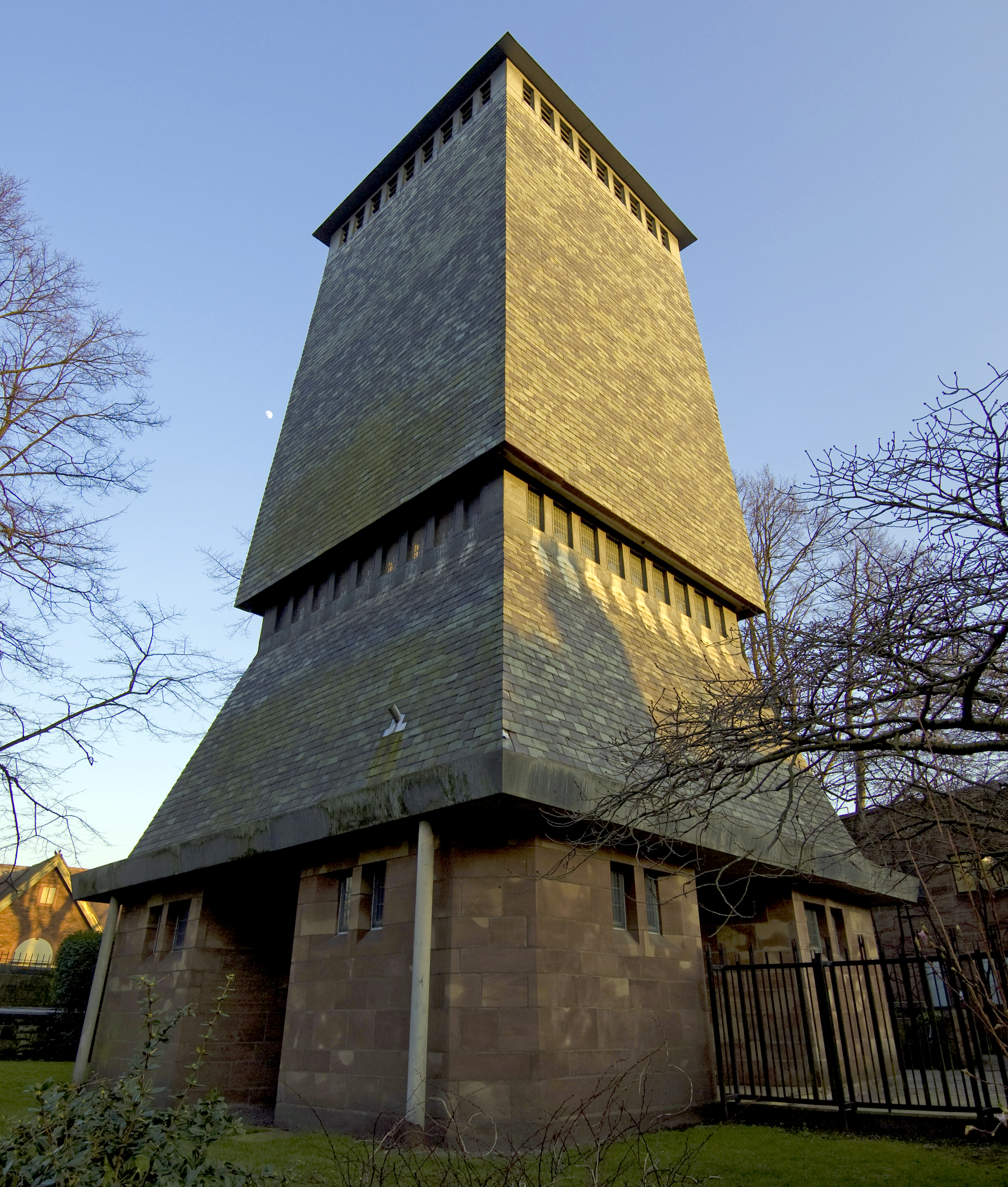
Колокольня — башня Эдлшо, 1975
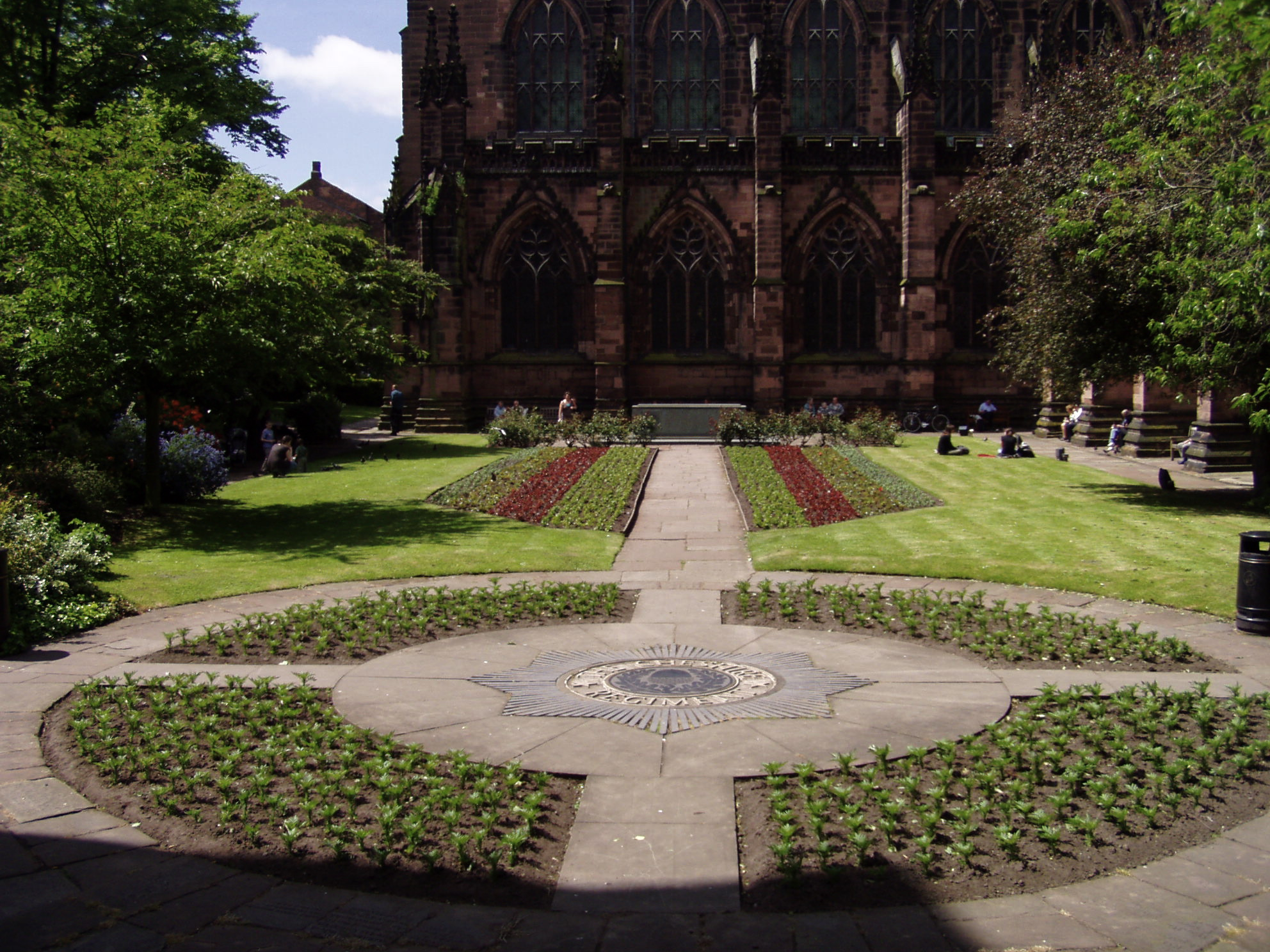
Мемориальный сад чеширского полка

### Колокольня
К концу 1963 года соборная звонница в центральной башне пришла в такое скверное состояние, что звон пришлось прекратить. В 1965-м настоятель Чемтерского собора консультировался с архитектором Йоркского Джорджем Пейсом по поводу новой электрифицированной звонницы и часов. Необходимые переделки оказались столь масштабны и дороги, что вместо этого было решено выстроить отдельную колокольню с часами в юго-восточном углу. Это была первая отдельностоящая колокольня после чичестерской, с XV века. В феврале 1969 года старая звонница была разобрана, колокола, кроме двух (1606 и 1626 годов) сняты и отправлены на переливку в «John Taylor & Co» с тем, чтобы сделать двенадцатиголосный комплект с бемолем на шестой ступени. Отливка была завершена в 1973 году В феврале 1973-го начато строительство самой колокольни, выполненной из бетона с облицовкой песчаником, и 26 февраля 1975 года, на свадьбу герцога Вестминстерского, новая звонница вошла в строй. Официальное открытие колокольни герцогом Глостерским состоялось 25 июня того же года. Башня называется в честь настоятеля Эдлшо англ. Addleshaw, который её строил. Между колокольней и южным трансептом располагается мемориальный сад Чеширского полка (бывший 22-й пехотный). 

## Интерьеры и витражи

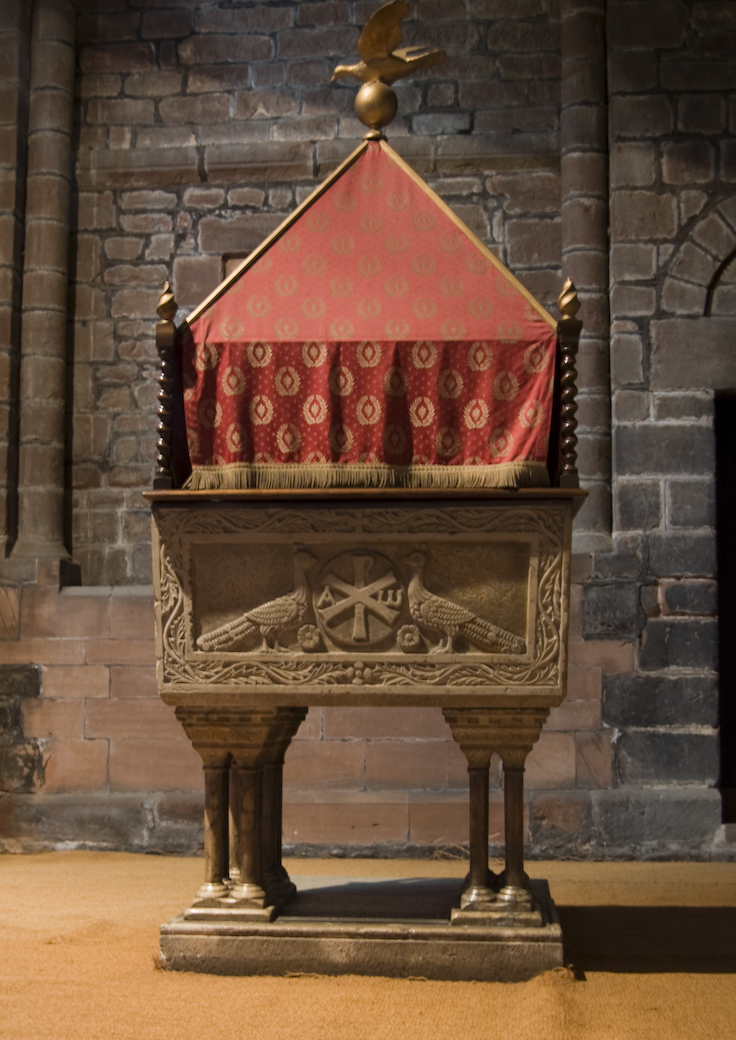
Купель
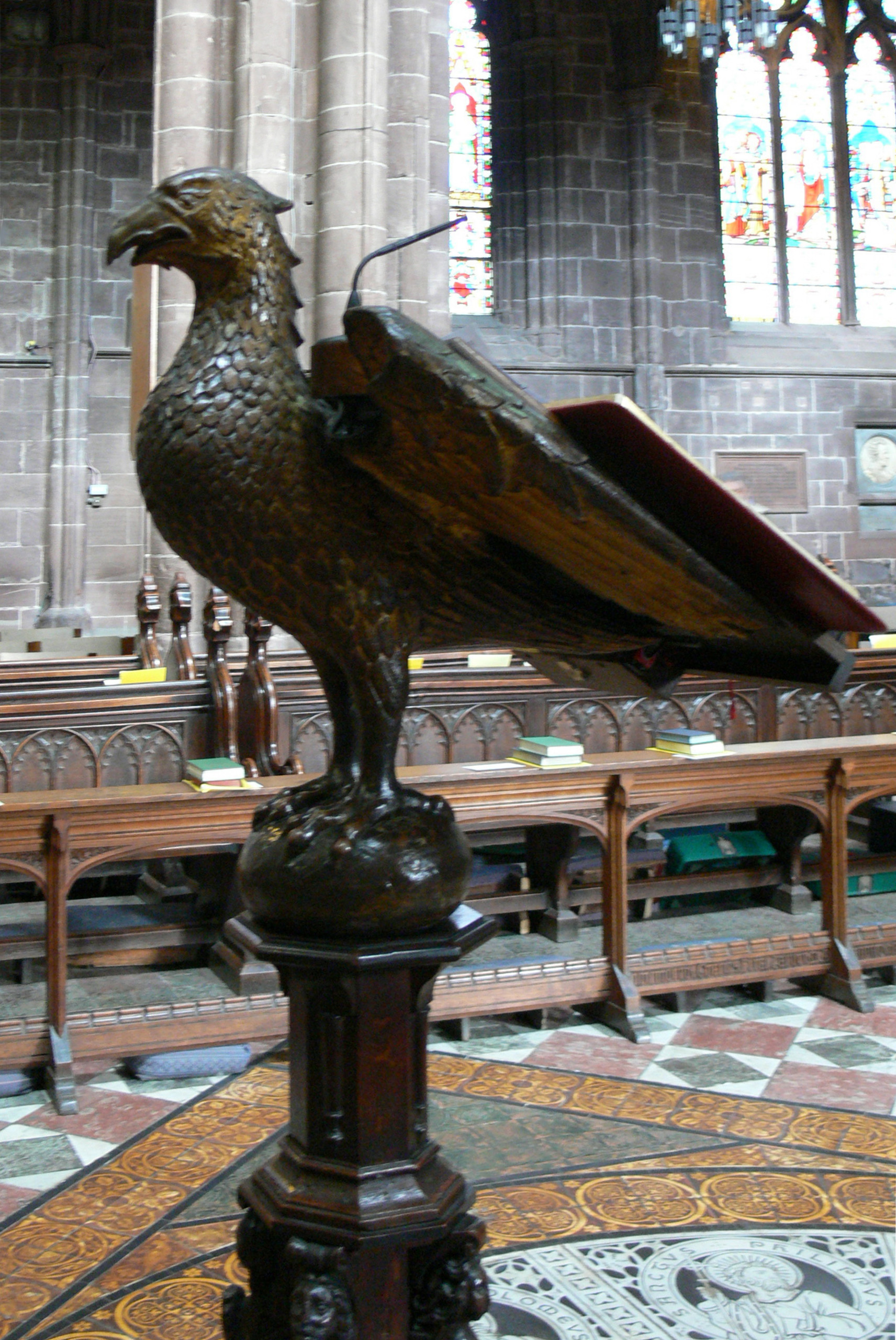
Кафедра и плитки пола в нефе

### Неф
В западном конце нефа доминирует восьмипролётное окно в перпендикулярном стиле, заполняющее почти всю верхнюю половину торцевой стены витражем W. T. Carter Shapland (1961). В двух средних пролётах изображено Святое Семейство, а по сторонам их свв. Вербурга, Освальд, Айдан, Чад и Уилфрид, а также королева Этельфледа.
Каменная кафедра в нефе изготовлена реставратором Ричардом Хасси, аналой (1876) — Скидмором. Наборный пол под башней нарисован настоятелем Хоусоном (1867—1885) и изготовлен фирмой «Burke and Co», которая также покрыла мозаикой с изображениями Авраама, Моисея, Давида и Илии стену северного бокового нефа по рисункам Клейтона из «Clayton and Bell» (1883—86).
В нефе находятся памятники Роджеру Барнстону (англ. Roger Barnston, 1838, скульптор John Blayney), Николасу Стратфорду (епископ в 1689—1707†, памятник 1708), Джорджу Холлу (епископ в 1662—1668†), Эдмунду Энтуистлу (англ. Edmund Entwistle, памятник 1712), Джону и Томасу Уэйнрайтам (англ. John and Thomas Wainwright, †1686 и †1720 соответственно), Роберту Бикерстаффу (англ. Robert Bickerstaff, †1841, скульптор Blayney), Уильяму Смиту (настоятель в 1758—1787†, скульптор Томас Бэнкс), и Уильяму Мэйнуорингу (англ. William Mainwaring, 1671).

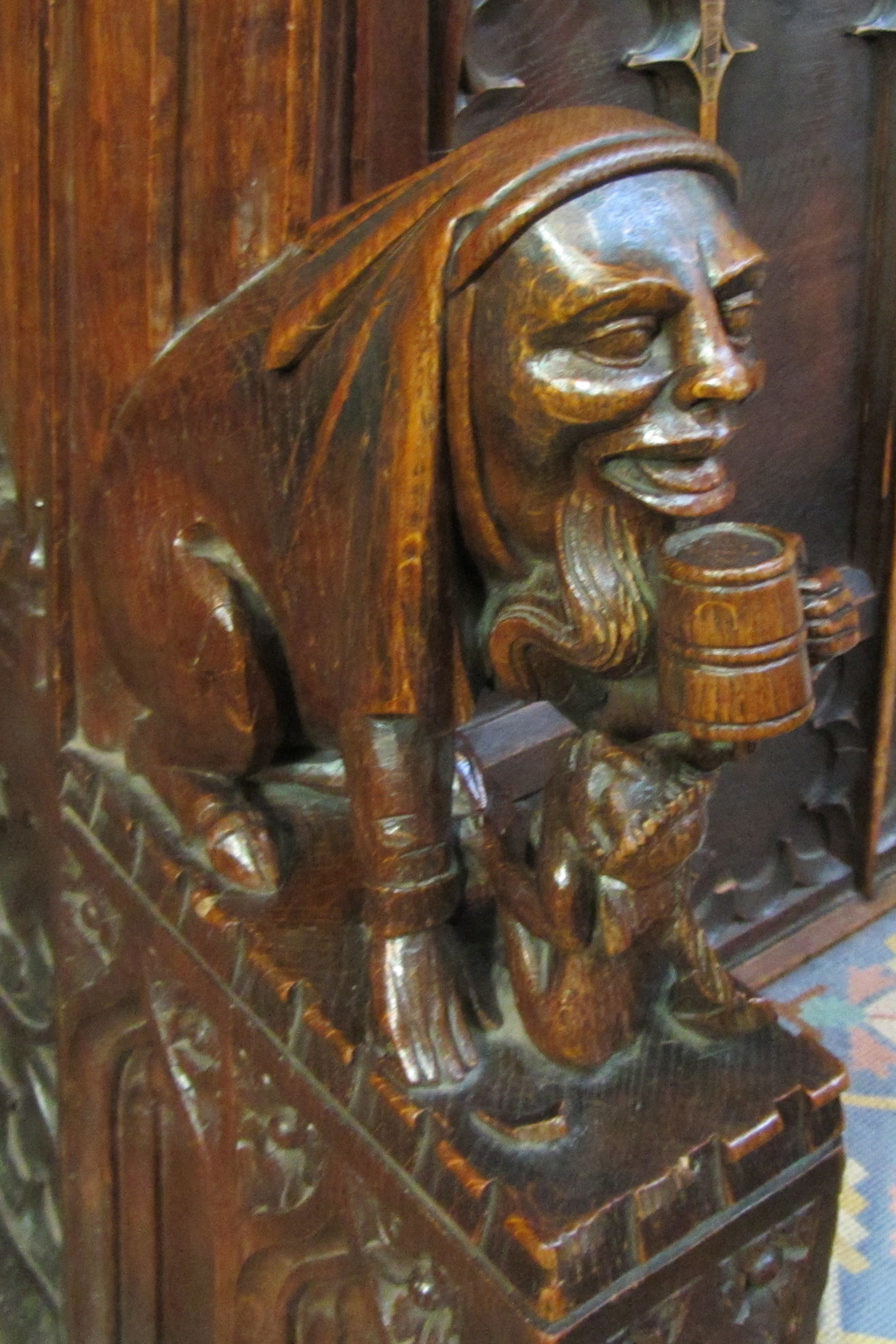
Человек с задом свиньи, пьющий пиво
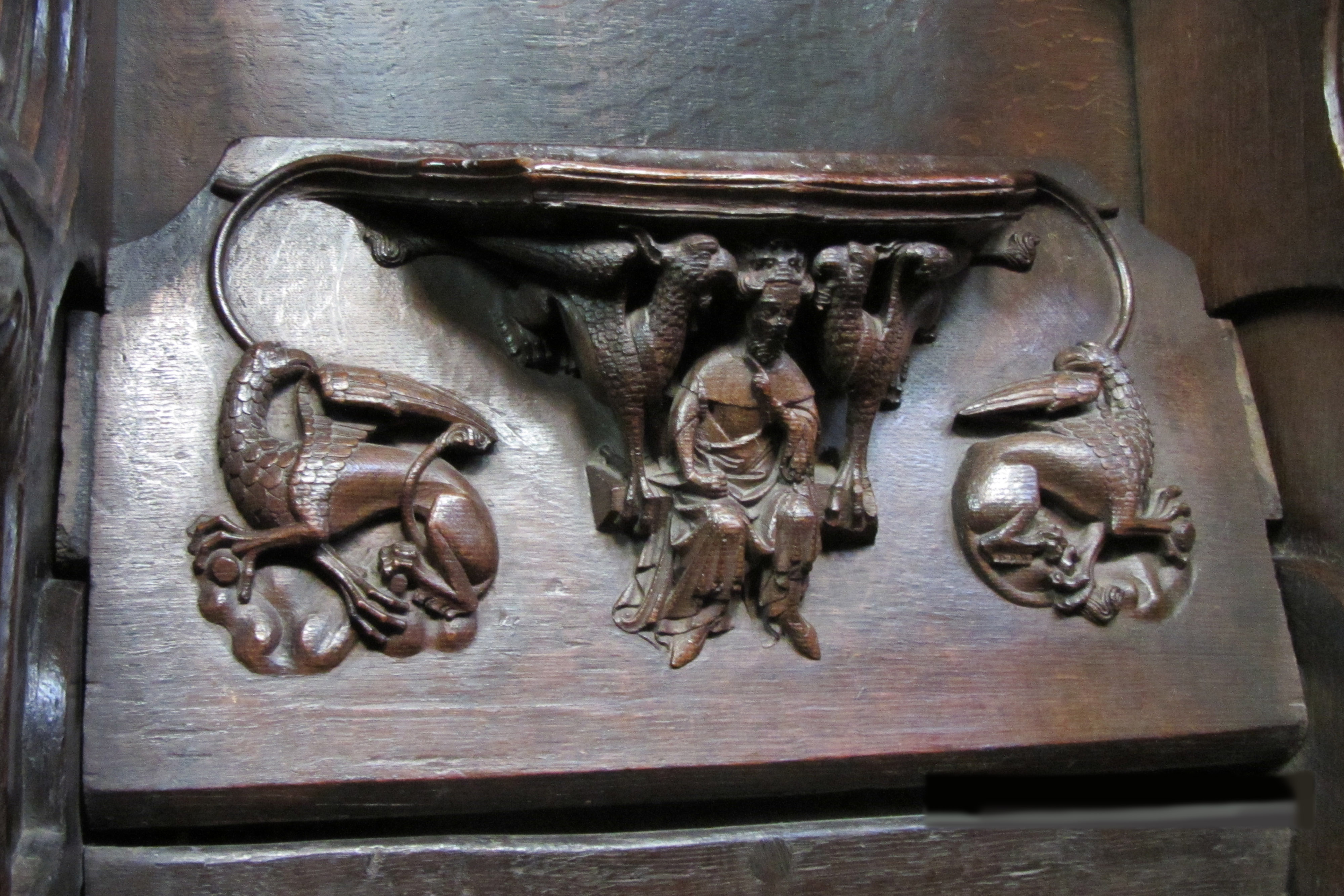
Мизерикордия с Александром Македонским, возносимым на небеса грифонами

### Хоры
Наиболее известны мизерикордии XIV века, описанные в соответствующем разделе. Аналой в форме орла (символ евангелиста Иоанна), выполненный из дерева, датируется первой половиной XVII века, как и подсвечники.
Кроме упомянутых предметов, практически вся обстановка хоров выполнена в XIX веке в стиле неоготики, вдохновлённом Оксфордским движением вообще и Пьюджином в частности. Своды на хорах также реставрировались в XIX веке по проекту Скотта фирмой «Clayton and Bell», выполнившей роспись и позолоту.
Преграда, разделяющая хоры и неф, также построена Скоттом, а ворота в ней выполнены Скидмором. Епископская кафедра разработана Скоттом в едином стиле с мизерикордиями, изготовлена фирмой «Farmer and Brindley» в 1876 году. Ретабло и мозаичный пол изготовлены в том же году по рисунку Клейтона (Clayton and Bell".) Восточное окно в декоративном стиле содержит витраж 1884 года от «Heaton, Butler and Bayne».

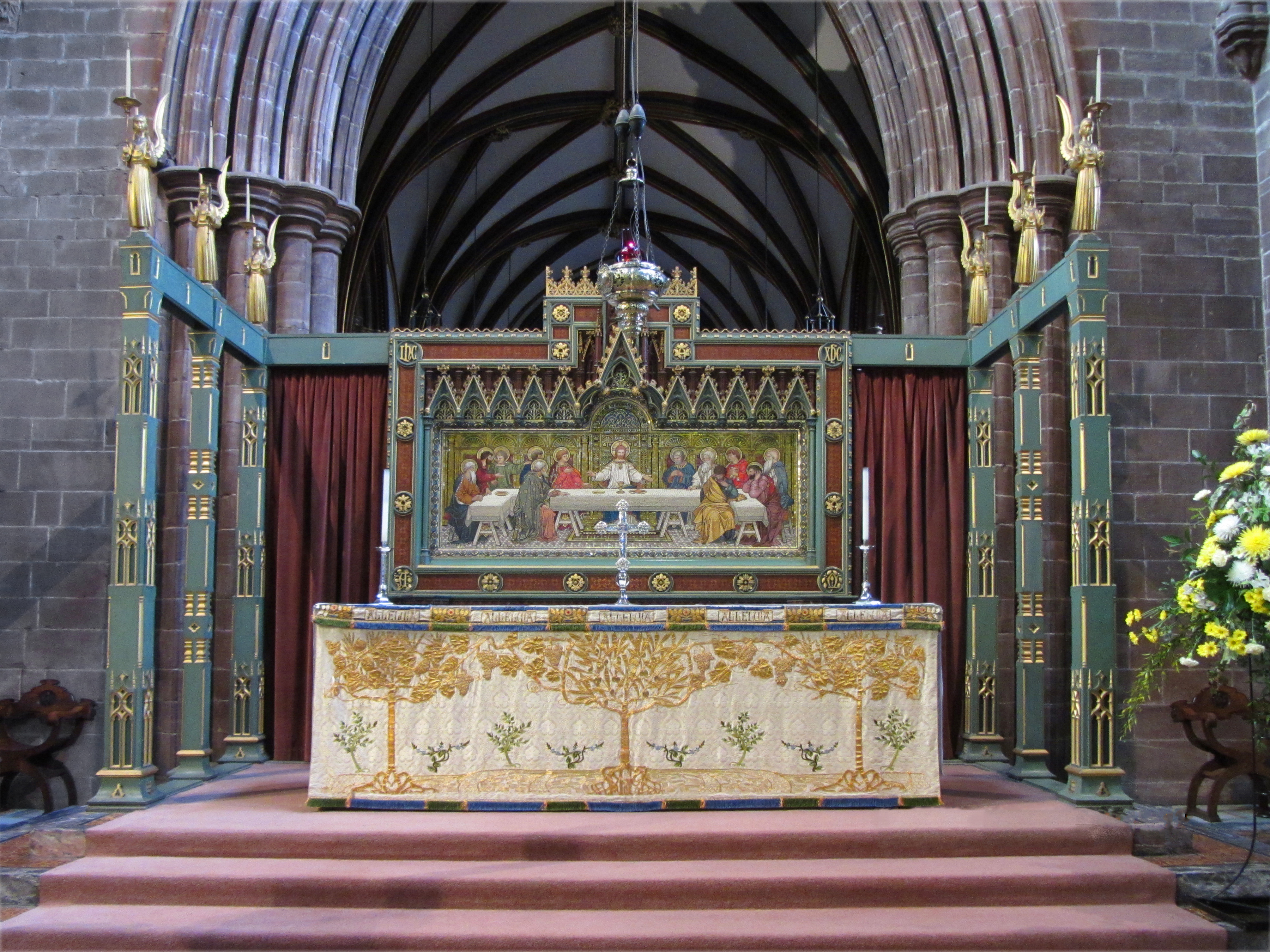
Главный алтарь, заалтарный образ и сменная завеса в стиле модерн
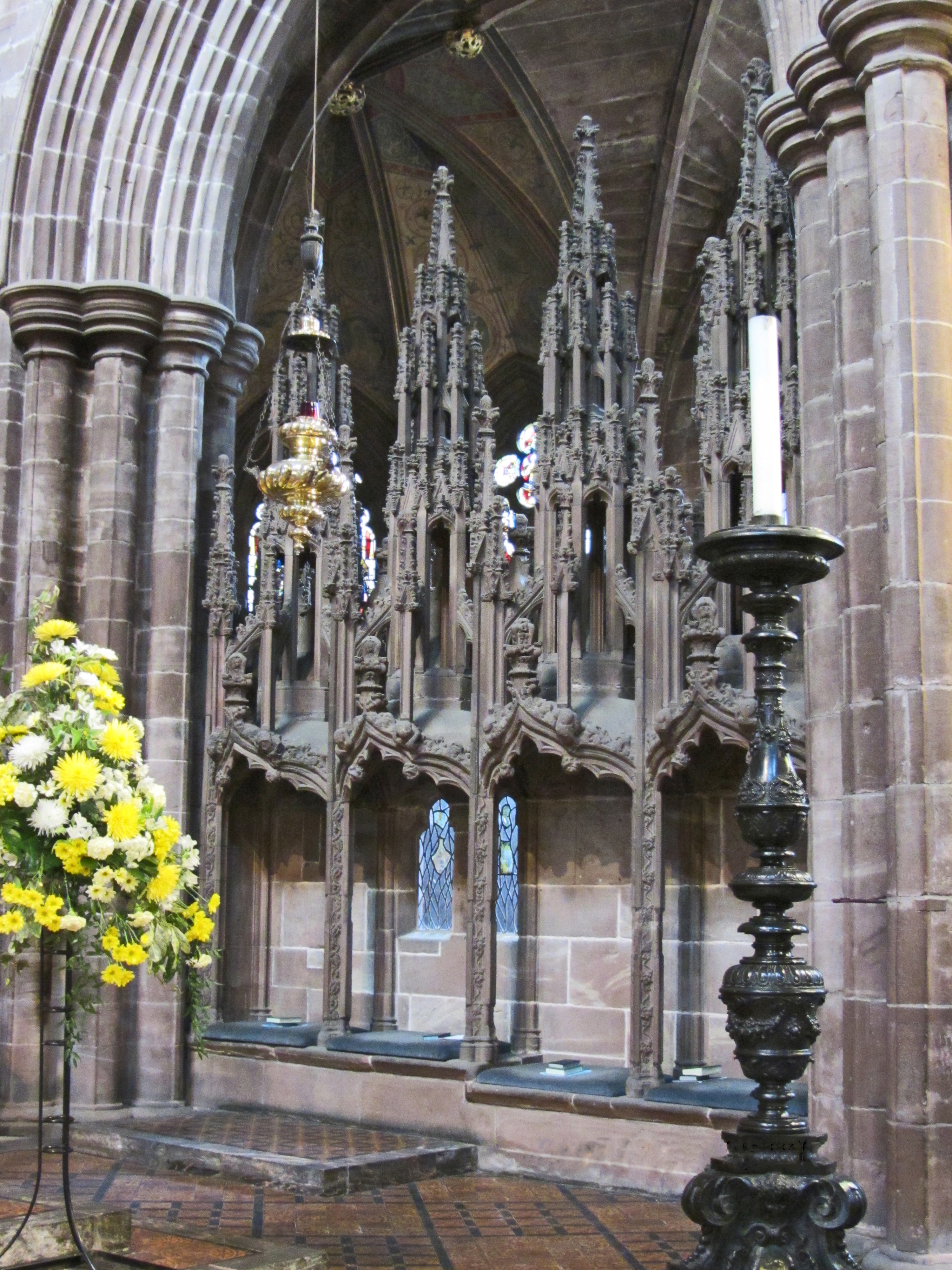
Седилия и одна из пар подсвечников

### Капелла Девы Марии
Капелла Девы датируется XIII веком, в ней располагается гробница св. Вербурги XIV века, в которой находились её мощи. Гробница изготовлена из того же красного песчаника, что и собор, основание её прорезано глубокими нишами. Верхняя часть выполнена в виде небольшой часовни со статуэтками. В ходе тюдоровской секуляризации гробница была разорена, но в 1873 году части её были найдены, и в 1888 Бломфилд (англ. Blomfield) собрал гробницу вновь. Изображение Вербурги (автор Joseph Pyrz) добавлено в 1993 году. Также в капелле находятся седилия и место для омовения священных сосудов. Витражи изготовлены в 1859 году Уильямом Уэйлсом. Памятник архидиакону Френсису Рэнгему («Hardman & Co.») установлен в 1846 году. Среди исторических событий, произошедших в капелле — суд по обвинению в ереси над Джорджем Маршем, состоявшийся в 1555 году, в годы гонений Марии Кровавой на протестантов.

### Северный боковой неф на хорах
Северный боковой неф на хорах отделён от центрального нефа преградой архитектора Хасси с воротами, привезнными в 1558 году из Гуадалахары. В восточном конце располагается капелла св. Вербурги, покрытая двумя секциями свода, и витраж 1857 года в восточной стене на тему Древа Иессеева, изготовленный Майклом О’Коннором. Остальные витражи в этой части здания — Уэлса, Хитона, «Butler and Bayne» и «Clayton and Bell». Место для омовения датируется XIV веком, памятники более современные.

### Северный трансепт, ризница и капитулярная зала
В малом (романском) трансепте верхний ярус окон заполнен витражами, выполненными Уильямом Уэйлсом в 1853 году. Там располагается саркофаг епископа Джона Пирсона (†1686), проект Артура Бломфилда, исполнение Николаса Эрпа (англ. Nicholas Earp), скульптор Мэтью Нобл. Среди других памятников ― епископу Сэмюэлу Пепло (†1752), установленный около 1784 года Джозефом Ноллекенсом. На стенах ― кенотафы солдатам и офицерам Чеширского Йоменского полка, погибшим в Англо-бурской, Первой и Второй мировых войнах. На углу с северным боковым нефом располагается Древо Иессеево XVII века на китовой кости. В нише находится редкий образец живописи на ткани из гусеничного кокона, выполненный в Тироле. Картина на сюжет «Мадонна с младенцем» выполнена с оригинала Кранаха Старшего.
Ризница, датированная 1200 годом, примечательна восточным окном с изображением св. Ансельма по рисунку Николсона.
Восточное окно капитудярной залы содержит витраж фирмы «Heaton, Butler and Bayne», в северной и южной стенах ― гризайлевые стёкла Бломфилда (1882-83). В зале располагается буфет из дубового капа XIII века. Фасад капитулярной залы перестроен по проекту Хасси.

### Южный боковой неф на хорах
Южный боковой неф на хорах был около 1870 года в ходе реставрации Скотта укорочен и завершён апсидой с капеллой св. Эразма. Витраж (1872) и фреска под ним (1874) изготовлены «Clayton and Bell», под окном также располагается мозаика фирмы «Salviati» по рисунку Клейтона. Остальные витражи в боковом нефе выполнены Уэйлсом и «Hardman & Co.» по рисункам Пьюджина. В этом боковом нефе располагается могила средневекового монаха-летописца Ранульфа Хигдена, памятник гражданскому инженеру Томасу Брасси (†1870) занятому в реконструкции собора. Памятник спроектирован Бломфилдом и изготовлен Вагмюллером. Три картины — памятники некоторым членам семейства Рэндл Холм.

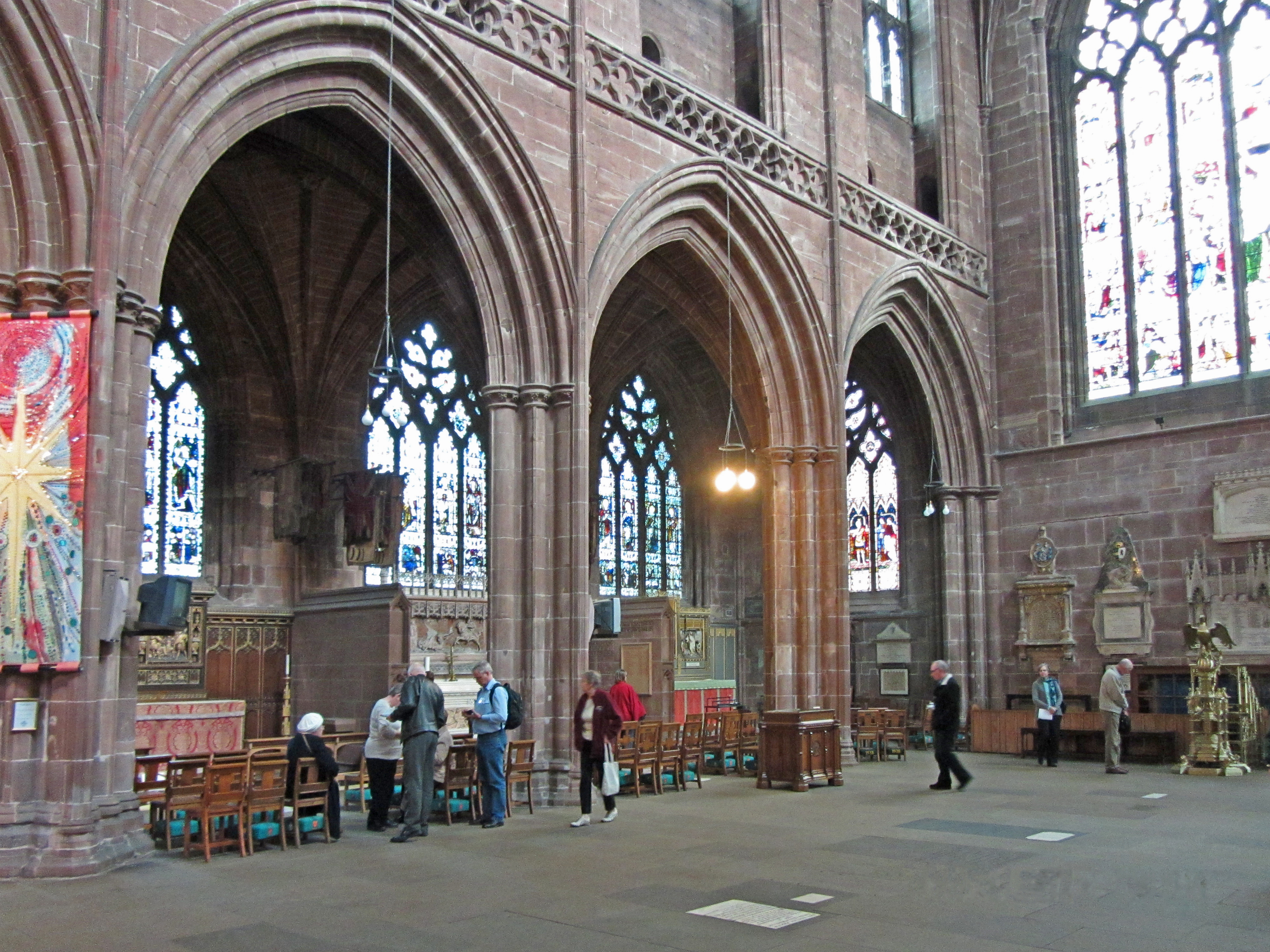
Южный трансепт, окна в текучем декоративном стиле
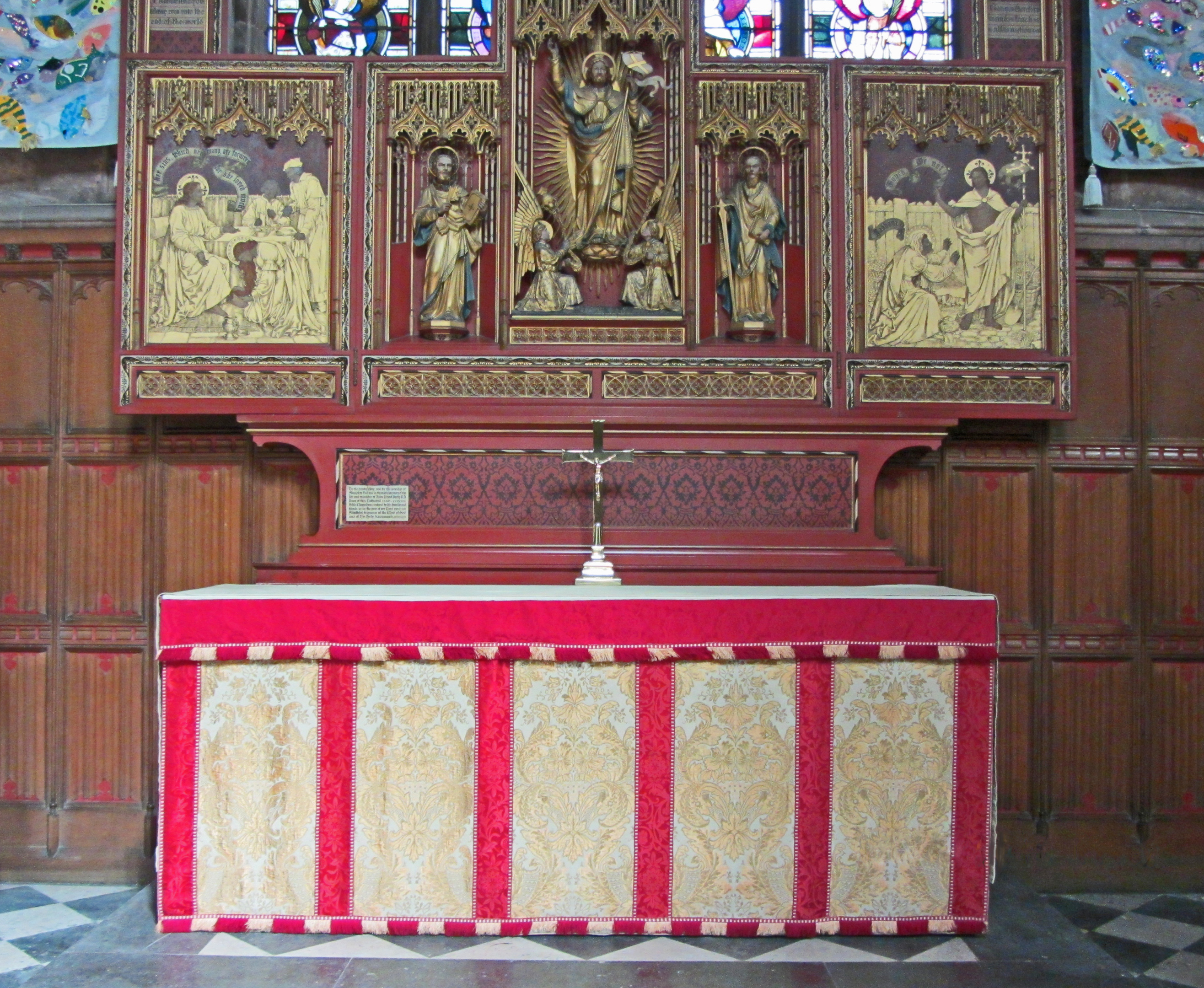
Алтарь в южном трансепте, заалтарный образ Марии Вифанской

### Южный трансепт
Ранее был отдельной приходской церковью св. Освальда. На южной стене располагаются сиденья и место для омовения, на восточной — четыре капеллы с заалтарными образами Джайлса Гилберта Скотта (два), Кемпе и Тауэра (англ. W. E. Tower). Южное окно по рисунку Хасси изготовлено в 1887 году фирмой «Heaton, Butler and Bayne», другие витражи — «Clayton and Bell», Кемпе и Пауэлл (англ. Powell).
В трансепте располагается памятник первому герцогу Вестминстерскому (скульптор Бломфилд) и две мемориальные таблички семейства Эджертон. На юго-восточном центральном столбе располагаются кенотафы жертвам Ютландского сражения (1916) с крейсера флота Его Величества «Честер», в том числе одному из самых молодых (16 лет) кавалеров Креста Виктории за храбрость Джеку Корнуэллу. На западной стене также располагается несколько мемориалов, в числе которых кенотафы солдатам и офицерам Чеширского полка, Королевских Военно-воздушных сил и сил Чехословацкого правительства в изгнании.

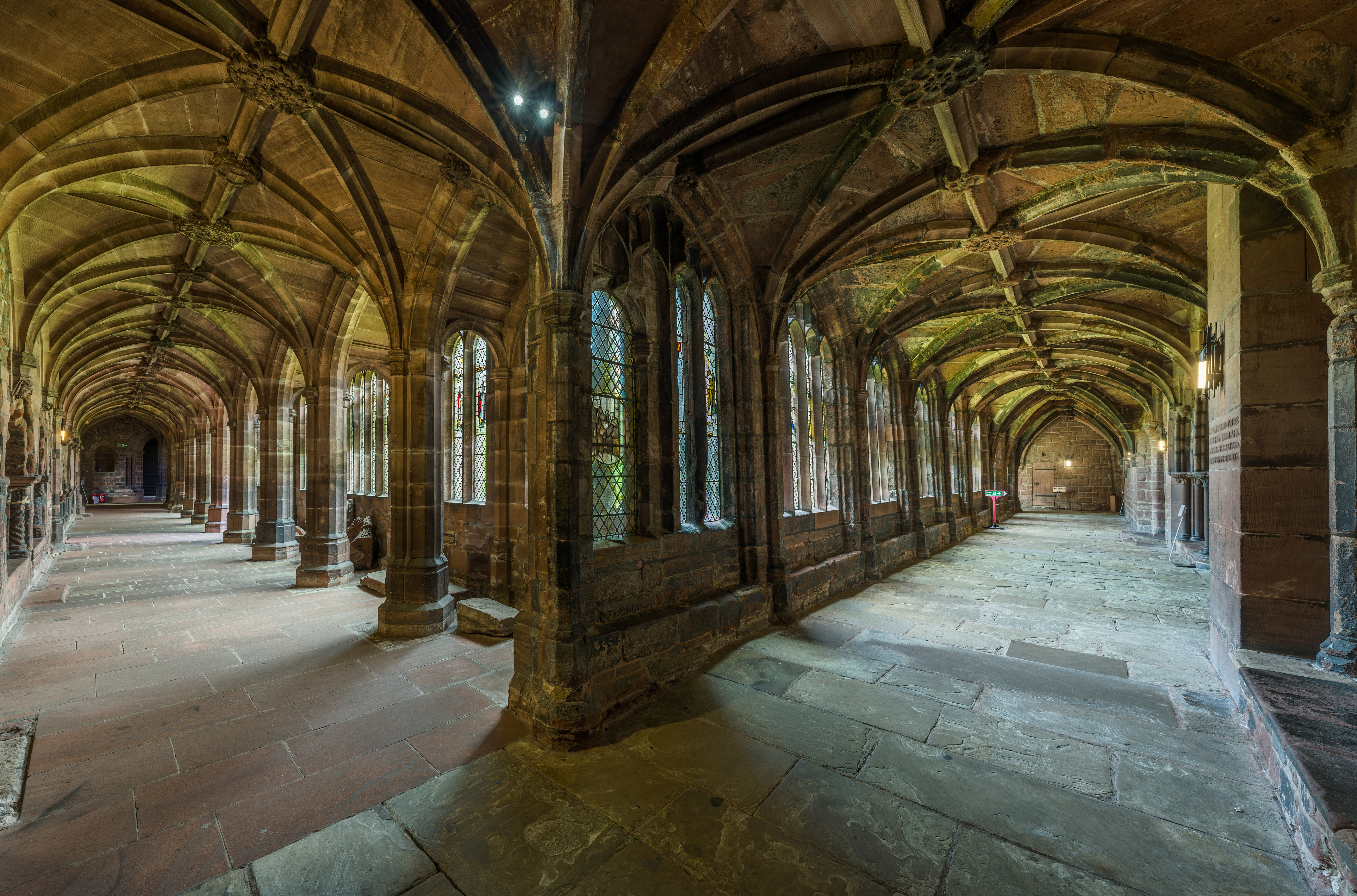
Клуатры
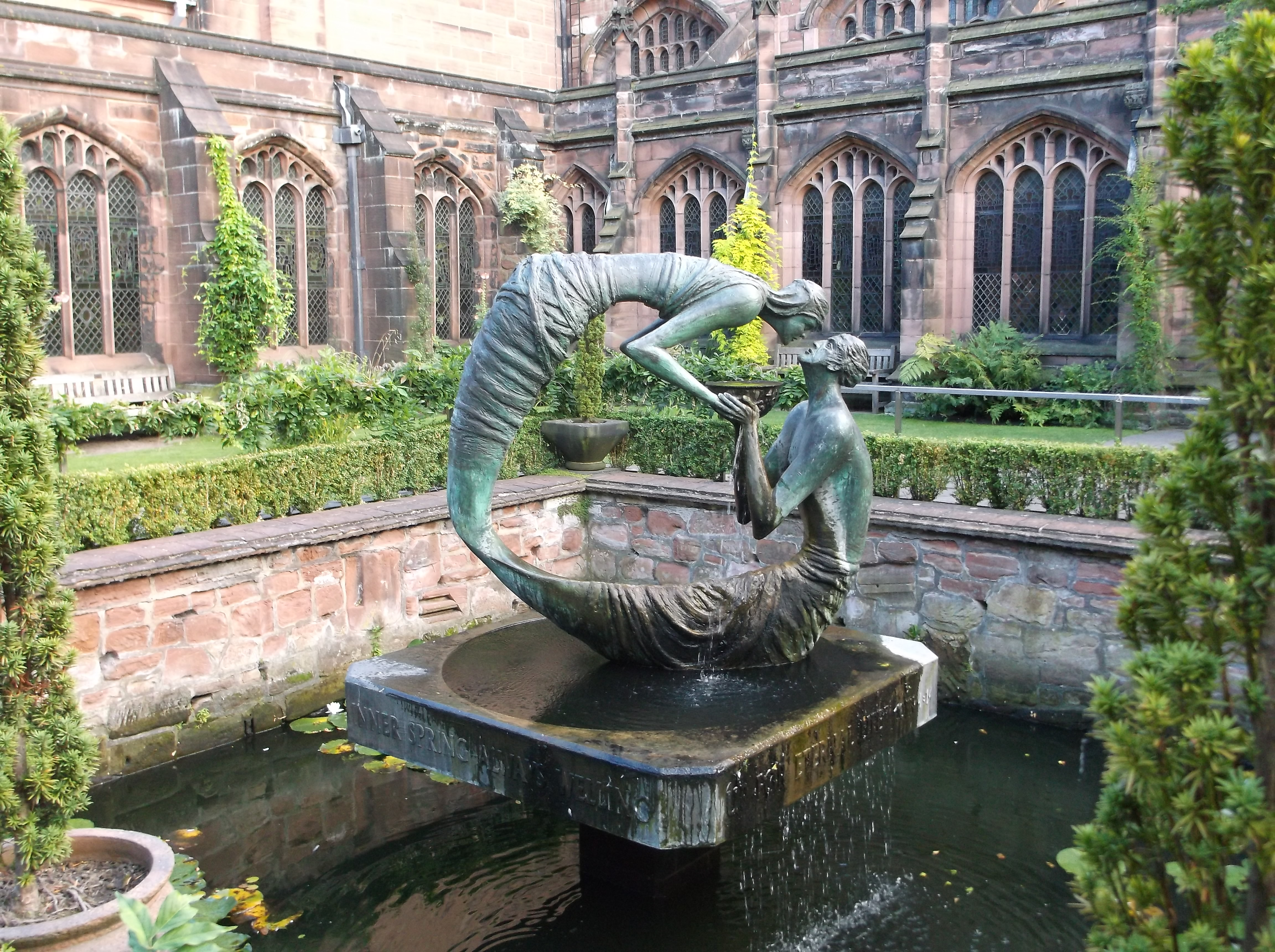
«Вода жизни», Стивен Бродбент (англ. Stephen Broadbent)

### Клуатр и трапезная
Галерея клуатра прошла реставрацию в XX веке, в ней установлены витражи с изображениями 130 святых. Во дворе находится современная скульптура Стивена Бродбента «Вода жизни» (англ. Stephen Broadbent "The water of life").
Крыша трапезной построена в 1939 году Кроссли, западное окно с сетчатой раскладкой датируется 1913 годом и сделано по проекту Джайлса Гилберта Скотта, витраж Розалинды Гримшоу на тему «Сотворение мира» установлен в нём в ознаменование начала нового тысячелетия в 2001 году. На стене трапезной висит гобелен с ослеплением Елимы-волхва, изготовленный в XVII веке «Mortlake Tapestry Works» по картону Рафаэля. На северных стенах изображены гербы графов Честер.

### Библиотека
В ходе роспуска монастырей Генрихом VIII библиотека аббатства св. Вербуги перешла к собору, и с годами росла, хотя к XIX веку пришла в забвение. В 1867—1885 годах, в 1890-х добавлены шкафы, в 1920-х годах библиотека вновь реорганизована, но к 1980-м фонды оказались разбросаны по пяти местам. После этого была предпринята новая попытка реставрации и каталогизации фондов, и, в конце концов, в 2007 году библиотека открылась в трёх помещениях. Доступ в неё открыт для исследователей и организованных групп экскурсантов.

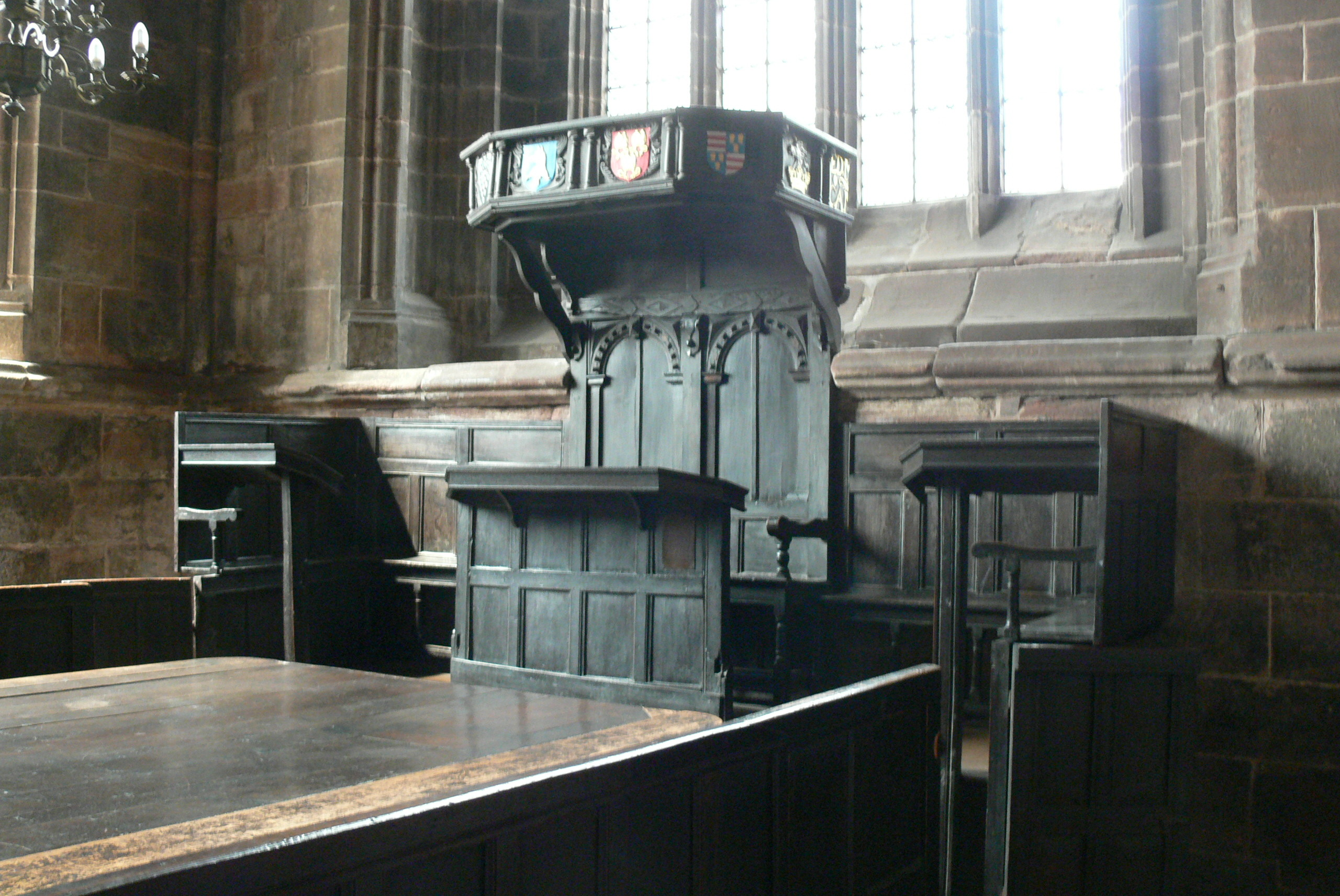
Консисторский суд (1632)
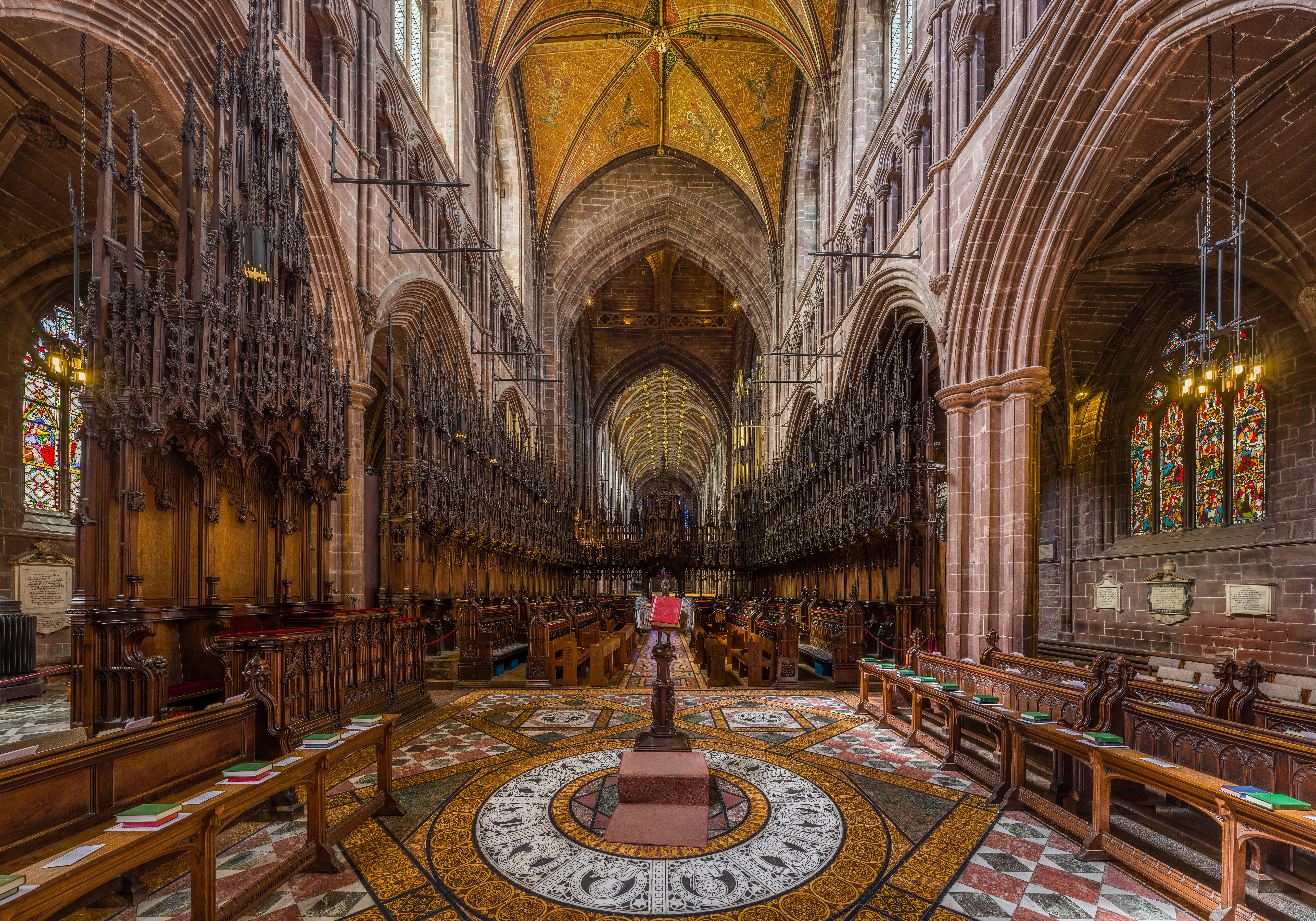
Сиденья на хорах (кон. XIV) и преграда (кон. XIX)
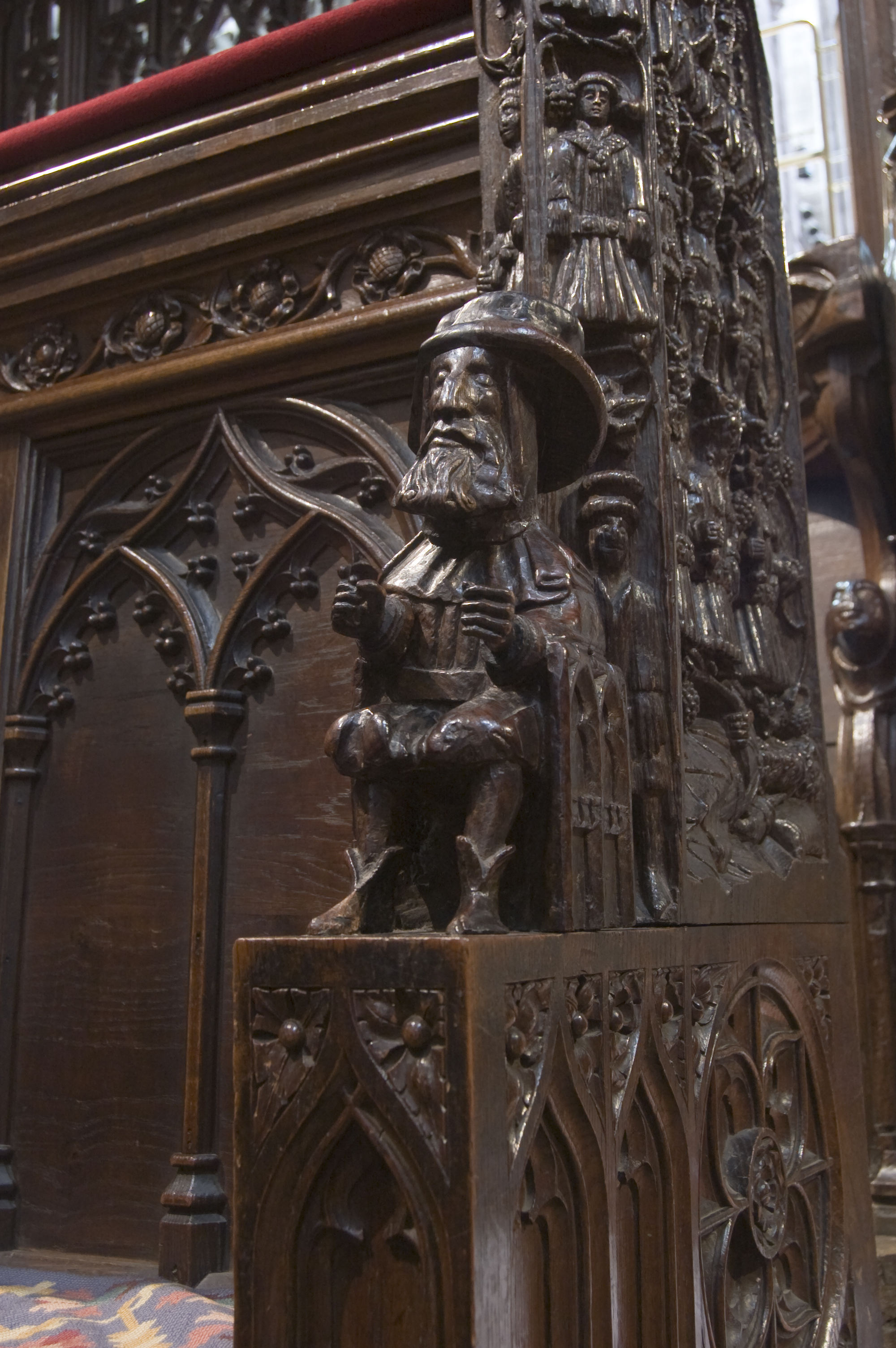
Резьба на кресле настоятеля
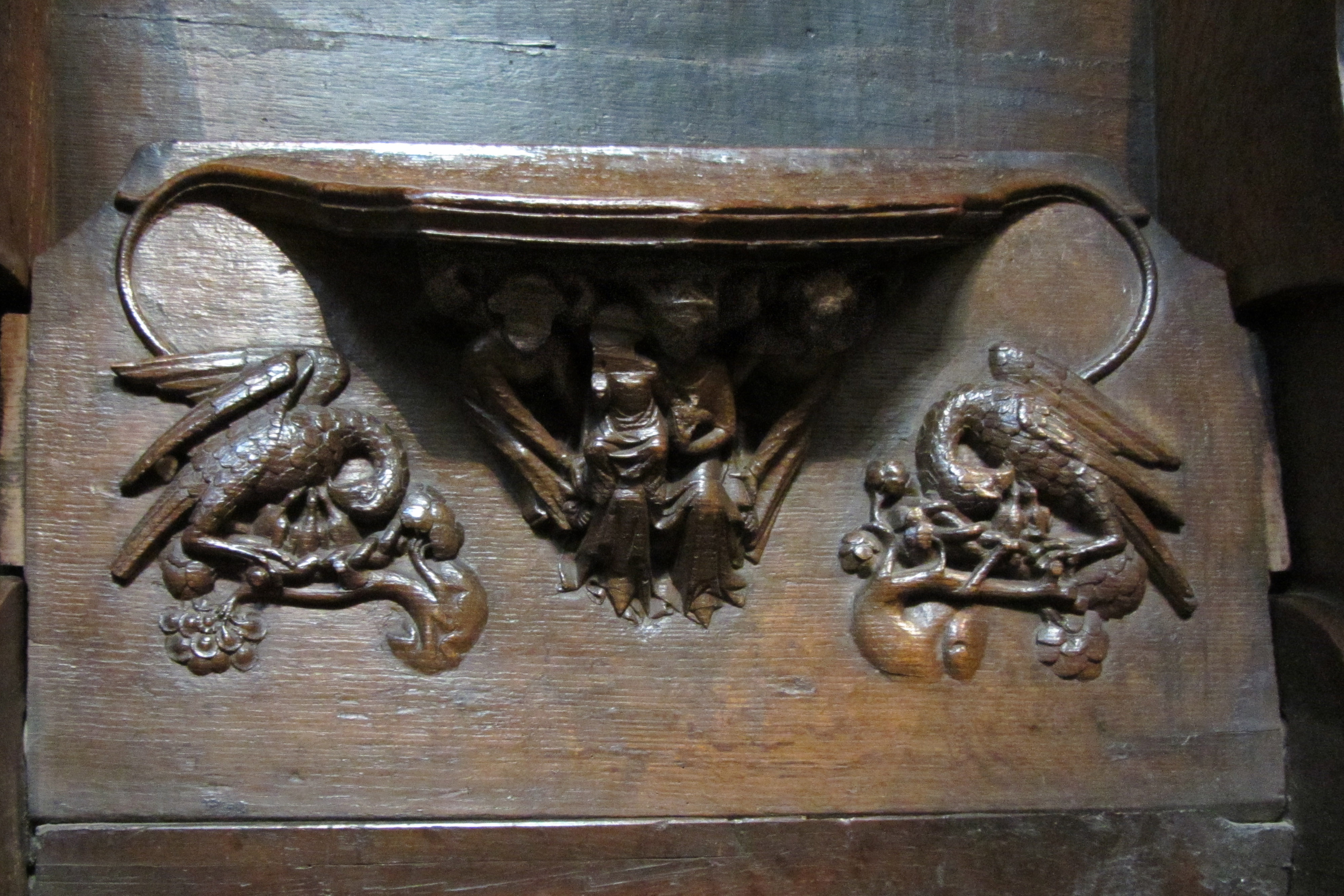
Изуродованная иконоборцами мизерикордия «Мадонна с младенцем» в обрамлении пеликанов — символов любви Христа к Церкви
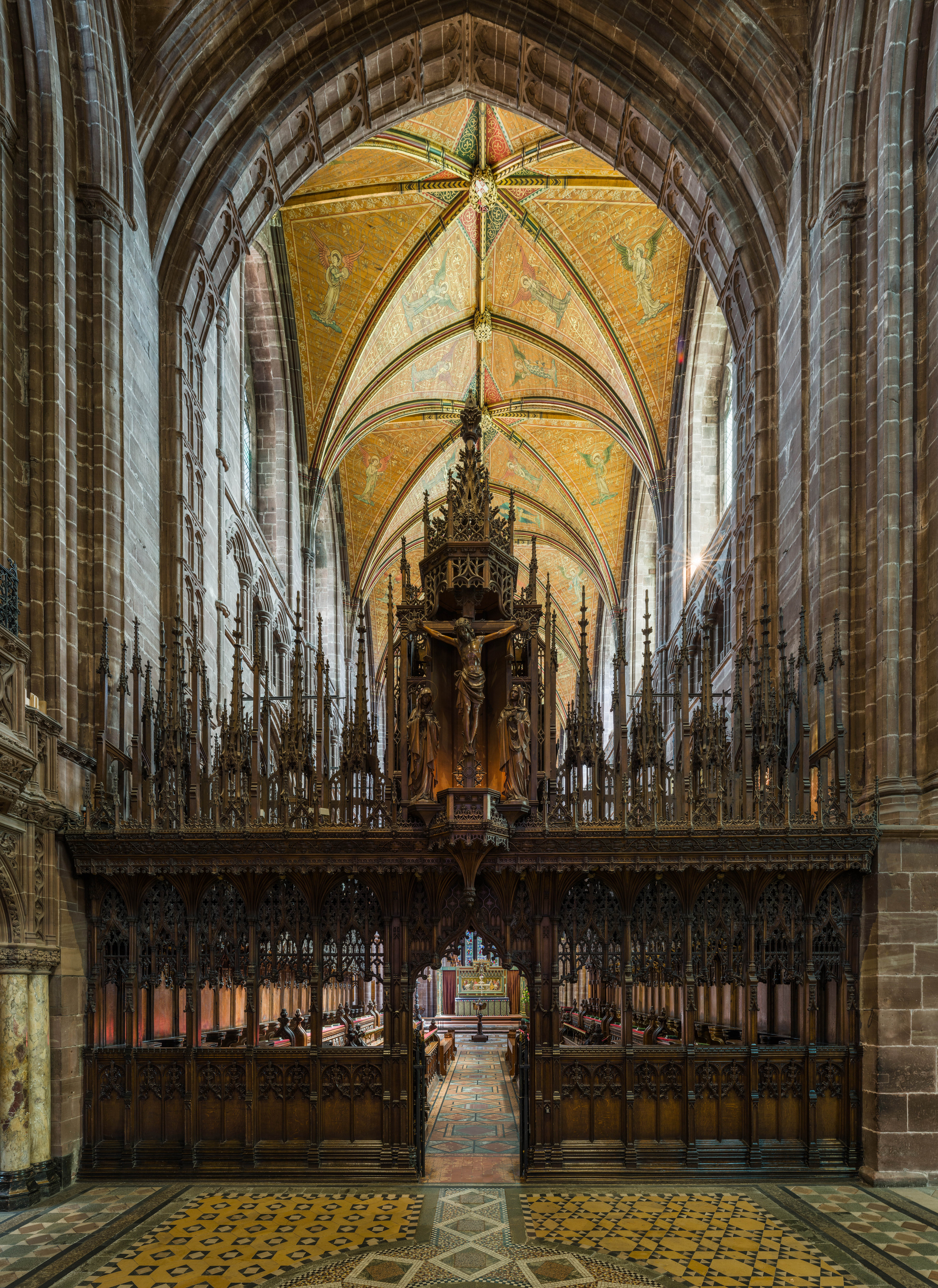
Преграда
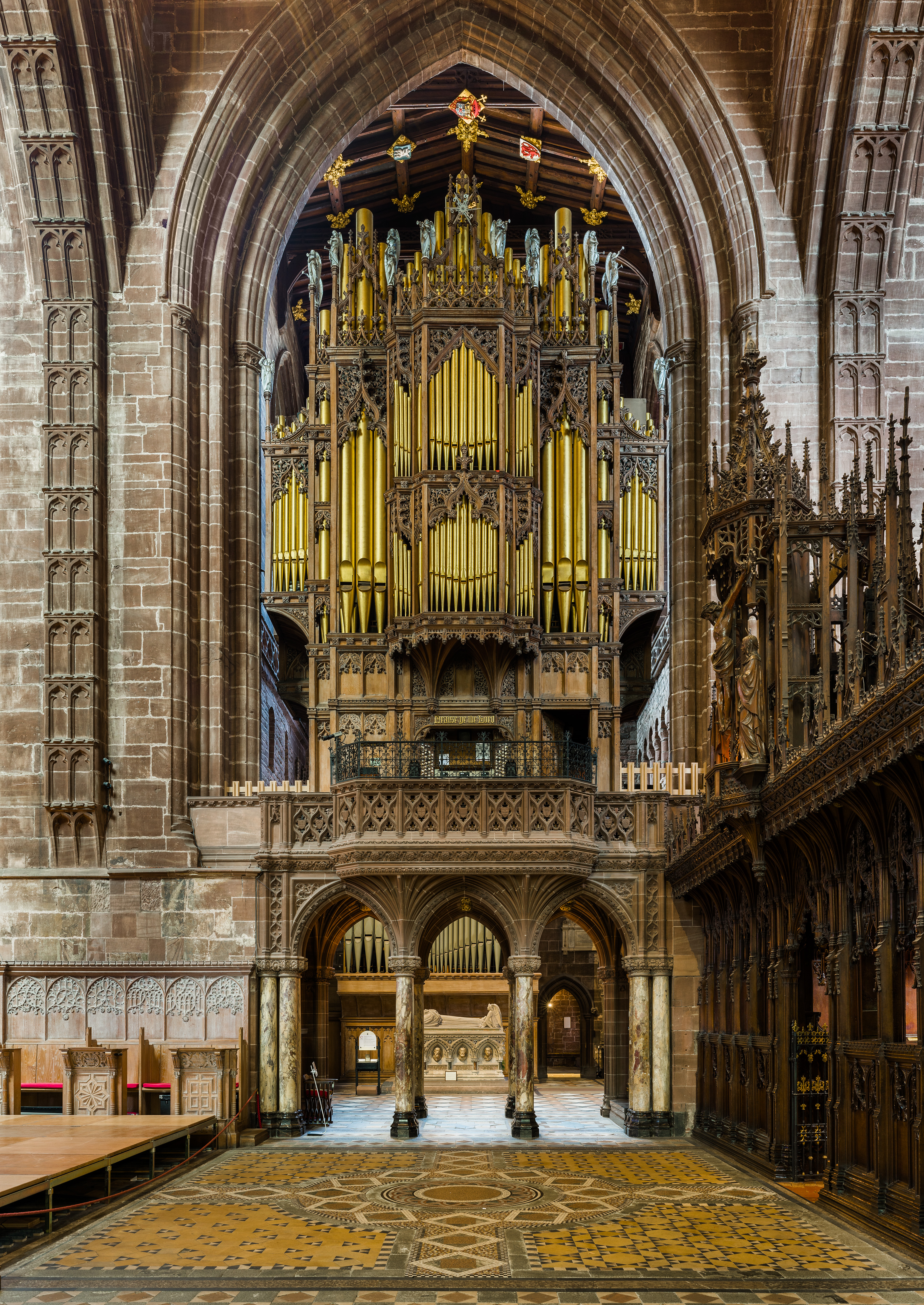
Орган

### Мизерикордии
Места для клириков датируются приблизительно 1380 годом. Они расположены под остроконечными балдахинами, украшенными пинаклями и краббами, и покрыты богатой резьбой. Под балдахинами расположены 48 мизерикордий, из которых оригинальными являются 43. Украшения их разнообразны, одни юмористические, другие — гротескные. Певзнер называет их «одним из лучших наборов [мизерикордий] в стране [Англии]», Клифтон-Тэйлор — «изысканными, … по тонкости и изяществу превосходящими и линкольнские, и беверлийские».

### Витражи

Витражи
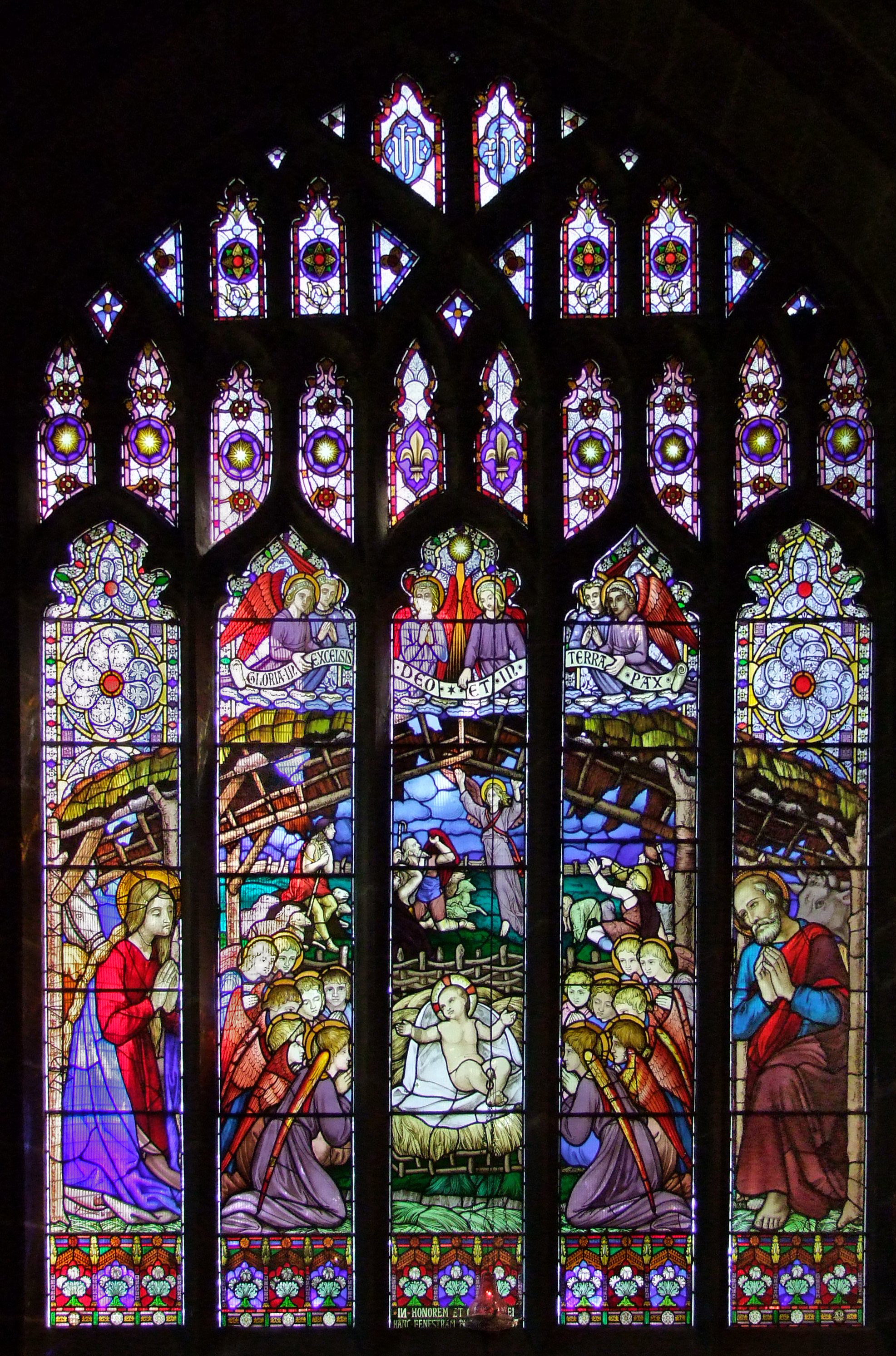
Витраж «Рождество» в капелле св. Вербурги, Майкл О'Коннор (1853)
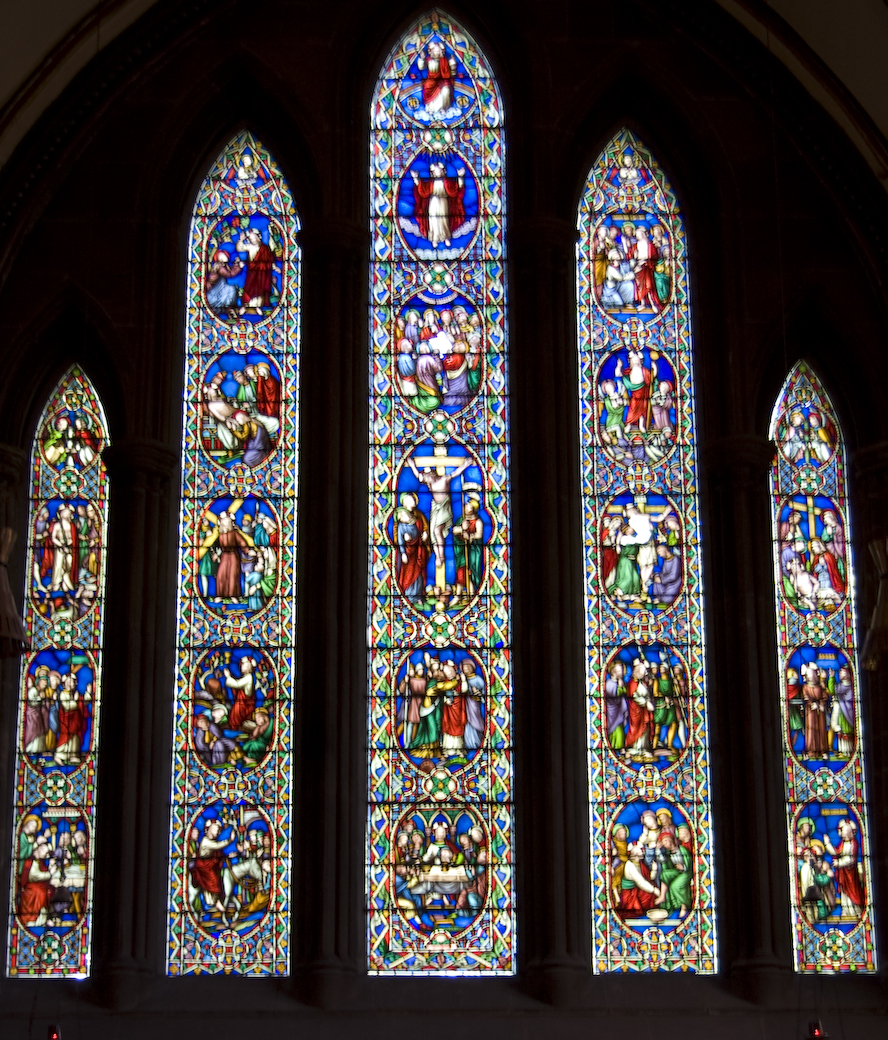
Ланцетовидные окна в капелле Девы, Уильяма Уэйлса[англ.] (1859) Страсти, воскрешение и вознесение Христа
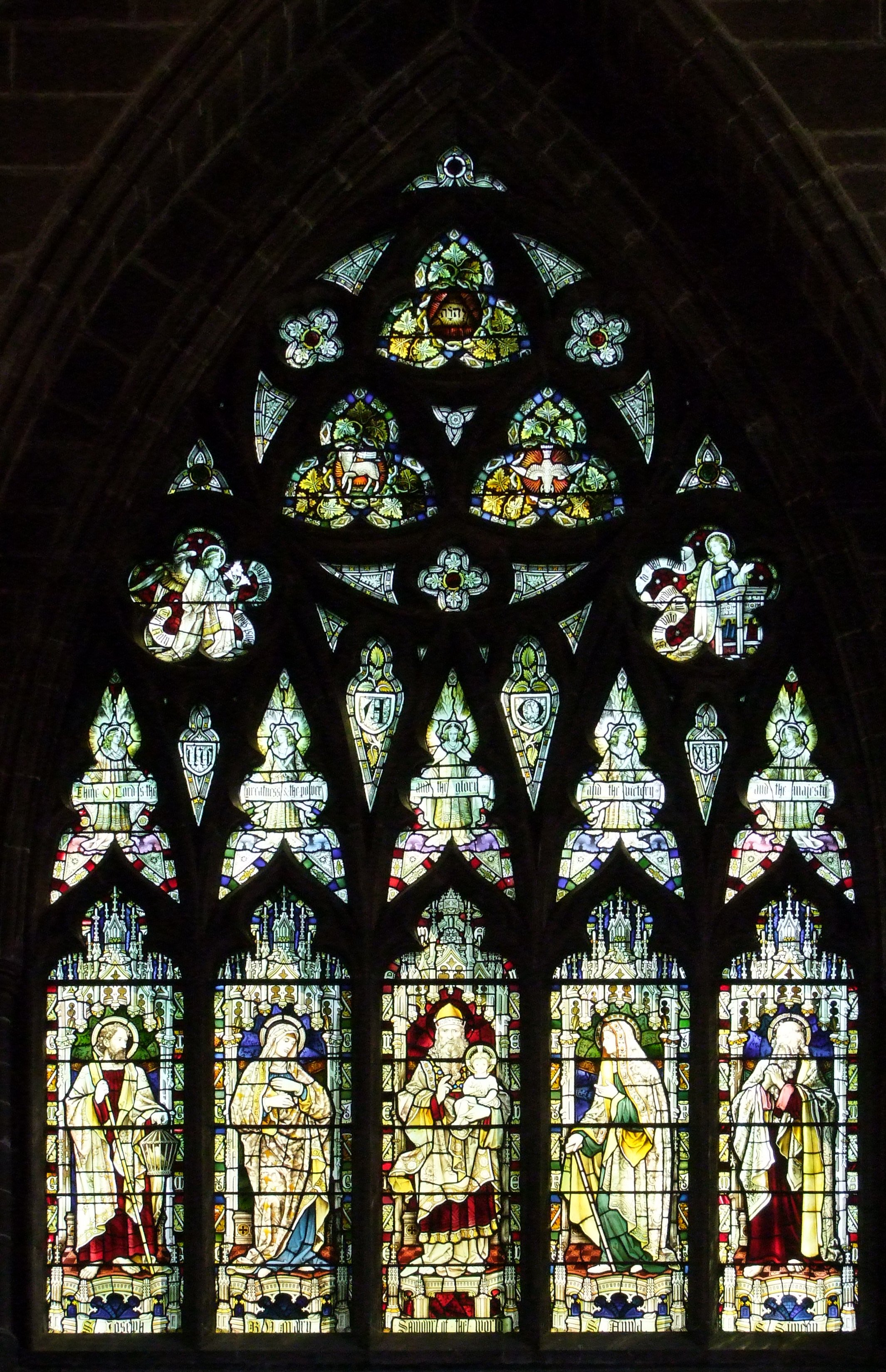
Витраж в алтаре, «Heaton, Butler and Bayne» (1884)
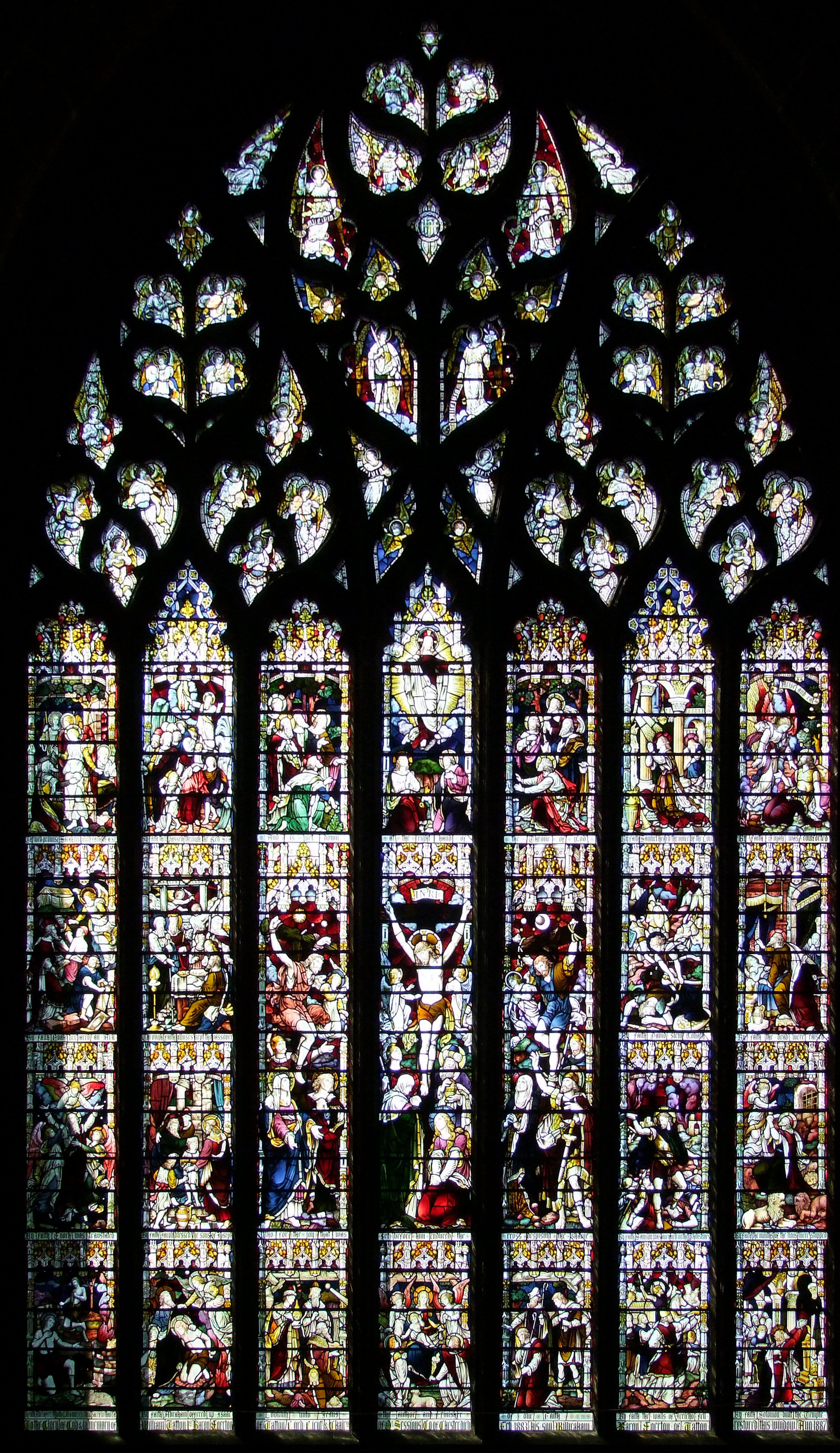
Окно южного трансепта в текучем стиле украшенной готики, Heaton Butler & Bayne (1887)
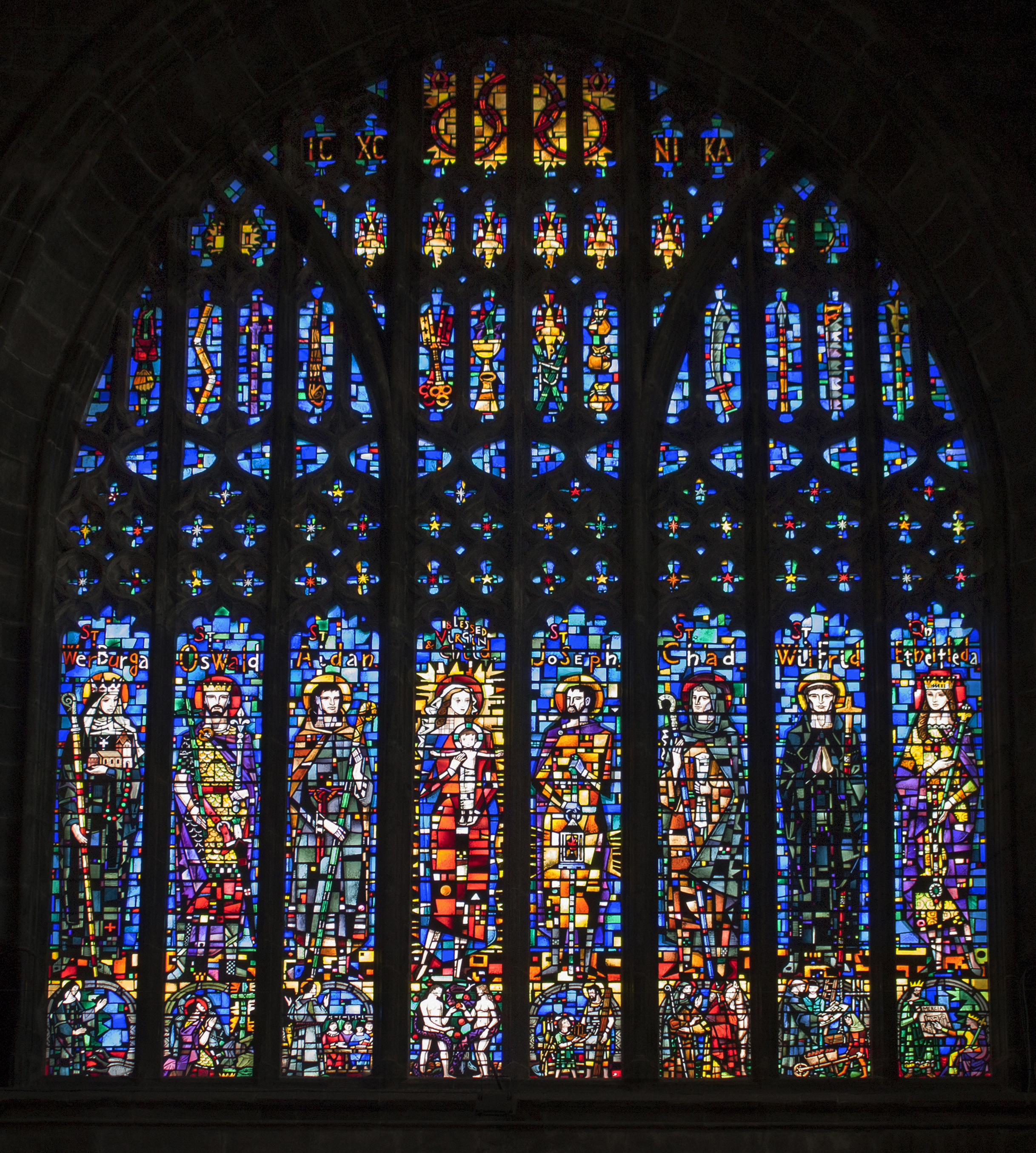
Западное окно в перпендикулярном стиле, W. T. Carter Shapland (1961) «Святое семейство» со свв. Вербургой, Освальдом, Айданом, Чадом, Уилфридом и Этельфледой Мерсийской
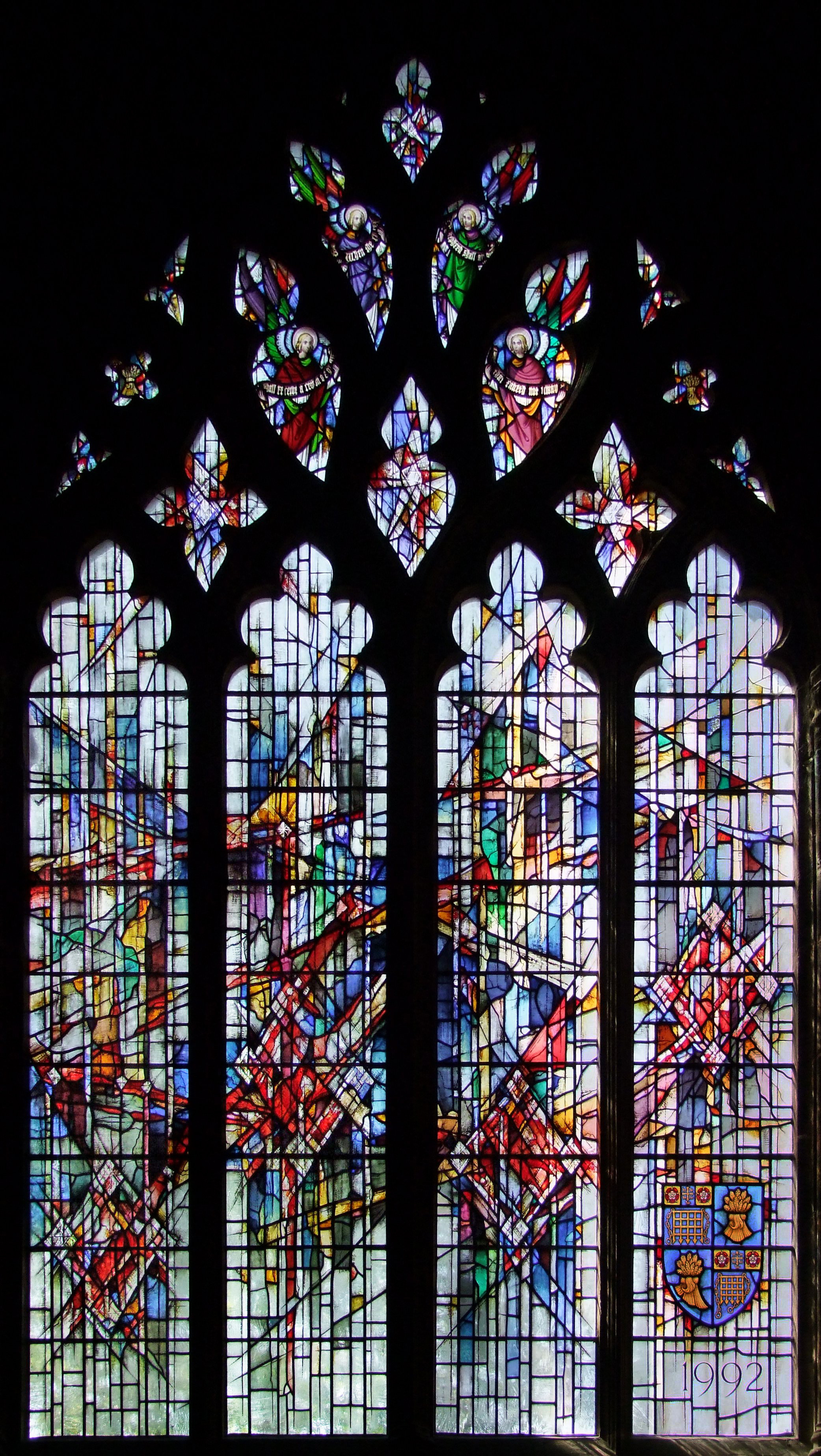
Три «Вестминстерских окна» (Alan Younger, 1992) к 900-летию собора

Честерский собор сильно пострадал от войск Парламента, и витражи его посему датируются, главным образом, XIX и XX веками, причём на их примере можно наблюдать развитие искусства витража с 1850 года и далее. Среди мастерских ранневикторианского периода в южном боковом нефе представлены «William Wailes» (1862), «Hardman & Co.» и Michael Connor. Витражи высокой неоготики выполнены «Clayton and Bell» и «Heaton, Butler and Bayne». Эстетский стиль — Чарльзом Кемпом. Витражи начала XX века включают мемориалы погибшим в Первой мировой войне.
Среди самых поздних витражей можно отметить окно «Сотворение мира» Розалинды Гримшоу, установленное в 2001 году в трапезной. Восьмипролётное западное окно заполнено в середине XX века изображениями Святого семейства и святых, автор W. T. Carter Shapland. Три современных окна Алана Янгера на тему «непрерывность и перемены» в южном боковом нефе, взамен пострадавших во Второй мировой войне, сделаны на пожертвование 6-го герцога Вестминстерского к 900-летию собора (1092—1992).

## Музыка

### Орган

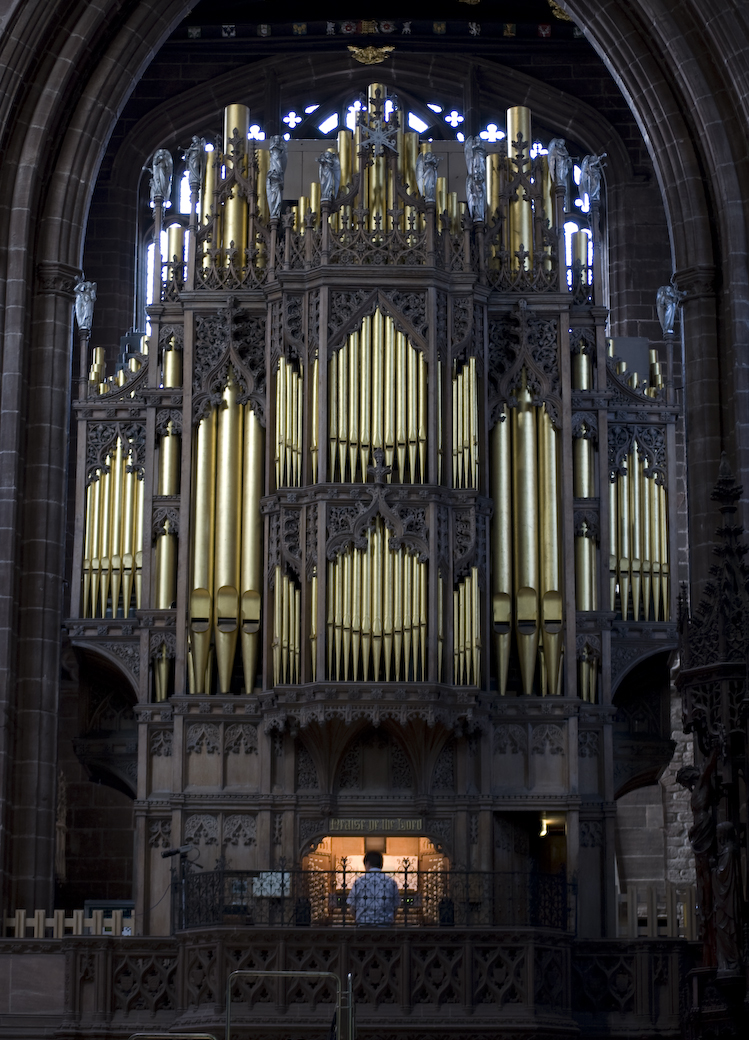
Орган Честерского собора

Орган является основным музыкальным инструментом для служб, аккомпанирует соборному хору и даёт концерты. Помесячная афиша публикуется на сайте собора. Регулярно орган играет по четвергам во время ланча.
Современный орган восходит к 1844 году, когда инструмент лондонской фирмы «Gray & Davison» заменил прежний, содержавший части, изготовленные Отцом Смитом в 1626 году. В 1876 году братья Уайтли из Чешира (англ. Whiteley Bros.) перестроили и расширили орган, добавив гармонические (передувающие) флейтовые и язычковые регистры Кавайе-Коля. Несколькими годами спустя орган переместили на его нынешнее место в северном трансепте. В 1910 году «William Hill and Son» сильно расширили и перестроили орган, заменив язычковые трубы Кавайе-Коля собственными, а хоровый подраздел увеличили и перенесли на южную сторону, расположив за мизерикордиями. Следующий ремонт с заменой механики и прибавлением труб произвела в 1969 году ливерпульская мастерская «Rushworth and Dreaper» по проекту соборного органиста Роджера Фишера. С 1991 года органом занимается Дэвид Уэлс из Ливерпуля.
В конечном итоге орган состоит из 71 регистра на четырёх 61-клавишных мануалах (Хор, Хауптверк, Швеллер и Соло) и 32-клавишной педали, самый низкие регистр — 32-футовый.
Фасад органа спроектирован Джорджем Гилбертом Скоттом.
Первый известный соборный органист — англ. John Brycheley (1541), среди других можно отметить композиторов Роберта Уайта, Малькольма Бойля и Джона Сандерса, дирижёра Джорджа Геста и исполнителя Роджера Фишера.

### Хоры
Хоры в Честере существуют 900 лет, с основания бенедиктинского монастыря. В 1741 году в Честере состоялась премьера «Мессии» Генделя. В неделю хоры поют восемь служб. Соборный хор состоит из взрослых хористов, студентов, мальчиков и девочек, посещающих школу, выстроенную на месте монастырских келий. Кроме служб, хор даёт концерты, гастролирует и выпускает записи. Смешанный «Нефный хор» из взрослых певцов основан 1860-е годы и является старейшим непрофессиональным хором в Британии. Он поёт комплеторий (повечерие) по воскресеньям и другие службы, также даёт концерты и гастролирует.